# Famiclone
 (janvier 2025).
Le contenu est difficilement compréhensible vu les erreurs de traduction, qui sont peut-être dues à l'utilisation d'un logiciel de traduction automatique.
Un famiclone est un clone de la Famicom/Nintendo Entertainment System (NES). Ils sont conçus pour reproduire les fonctionnalités de ces consoles et permettre de jouer aux jeux initialement prévus pour celles-ci. Des centaines de clones de ces consoles et de jeux vidéos non autorisés et non licenciés ont été rendus disponibles depuis l'apogée de la popularité de la Famicom/NES à la fin des années 1980. La technologie employée dans ces clones a évolué au fil des années : les premiers clones contenaient une carte de circuit imprimé contenant des circuits intégrés personnalisés ou de tiers, les plus récents (ceux sortis après les années 1996) utilisaient un design à une seule puce, avec un ASIC personnalisé qui simule les fonctionnalités des consoles originales, et qui inclus souvent un ou plusieurs jeux. La plupart des appareils ont pour origine la Chine ou Taïwan, et parfois la Corée du Sud. En dehors de la Chine et de Taïwan, ils sont surtout répandus sur les marchés émergents des pays en développement.
Dans certaines régions, comme dans les pays de l'ancien bloc de l'Est, les états post-soviétiques (en particulier la Russie), l'Amérique du Sud, le Moyen-Orient et plusieurs pays d'Asie et d'Afrique, ces consoles pouvaient parfois être commercialisées en parallèle aux consoles officielles de Nintendo, mais les clones étaient moins chers et il y avait plus de jeux disponibles pour ceux-ci. Ils étaient donc les consoles de jeux vidéo les plus faciles à obtenir. Dans les autres régions, ces systèmes ont souvent fait l'objet de poursuites judiciaires rapides de la part de Nintendo,. Beaucoup de ces premières consoles étaient similaires à la NES ou à la Famicom, non seulement en termes de fonctionnalités, mais aussi en termes d'apparence, et ne comportaient souvent rien de plus qu'un nouveau nom et un nouveau logo à la place de la marque Nintendo. En revanche, dans l'ex-Yougoslavie, les clones de NES ressemblaient plutôt à la Mega Drive, avec le logo de Sega.
Peu de ces systèmes ont été ouvertement commercialisés comme étant « compatibles NES ». Certains emballages présentent des captures d'écran de systèmes plus récents et plus puissants, ornées de citations trompeuses, voire totalement fausses. Certains fabricants optent pour une approche moins trompeuse, décrivant le système de manière générique comme un « jeu TV portable », une « console 8 bits », un « système multijeux » ou un « plug and play », mais même ces exemples ne disent généralement rien qui puisse suggérer une quelconque compatibilité avec les jeux et périphériques de la NES. Ils étaient souvent distribués avec des cartouches multi-jeux piratées.

## Types
Puisque les clones de Famicom/NES ne sont pas licenciés officiellement par Nintendo, ils diffèrent en matière de qualité de fabrication, de la disponibilité des jeux et de leur performance globale. La plupart des clones sont produits à très bas coûts, bien qu'une partie soit comparable à la qualité de fabrication de la Famicom/NES originale. En terme d’apparence et de construction, il y a différents type de clones :

### Console de salon
La plupart des clones sont conçus pour ressembler à la Famicom/NES originale, mais certains autres ont été produits pour ressembler à d'autres consoles que la NES, comme la SNES et la Mega Drive/Genesis, mais aussi la Xbox ou encore la Playstation 3, d'autres ressemblent à une console de salon générique. En général, il est facile de distinguer un Famiclone de la console réelle qu'il imite par la présence de couleurs différentes, de noms de marque qui ne correspondent pas à ceux de la console réelle, ou d'une construction médiocre. Les clones de ce type utilisent presque toujours des cartouches et sont généralement compatibles avec les vrais jeux Famicom (60 broches) ou NES (72 broches), ainsi qu'avec les cartouches personnalisées (en particulier les cartouches multi-jeux, cartouches de jeu illégales qui contiennent une multitude de jeux au lieu d'un seul, et qui sont souvent incluses dans ce type de clones). Les Famiclones de ce type sont surtout populaires en Asie, dans certaines parties de l'Europe et en Amérique latine, mais peu sont activement vendus en Amérique du Nord en raison de l'application plus stricte des droits d'auteur sur les jeux généralement fournis et des brevets de conception sur les consoles imitées.

### Multi-console de salon

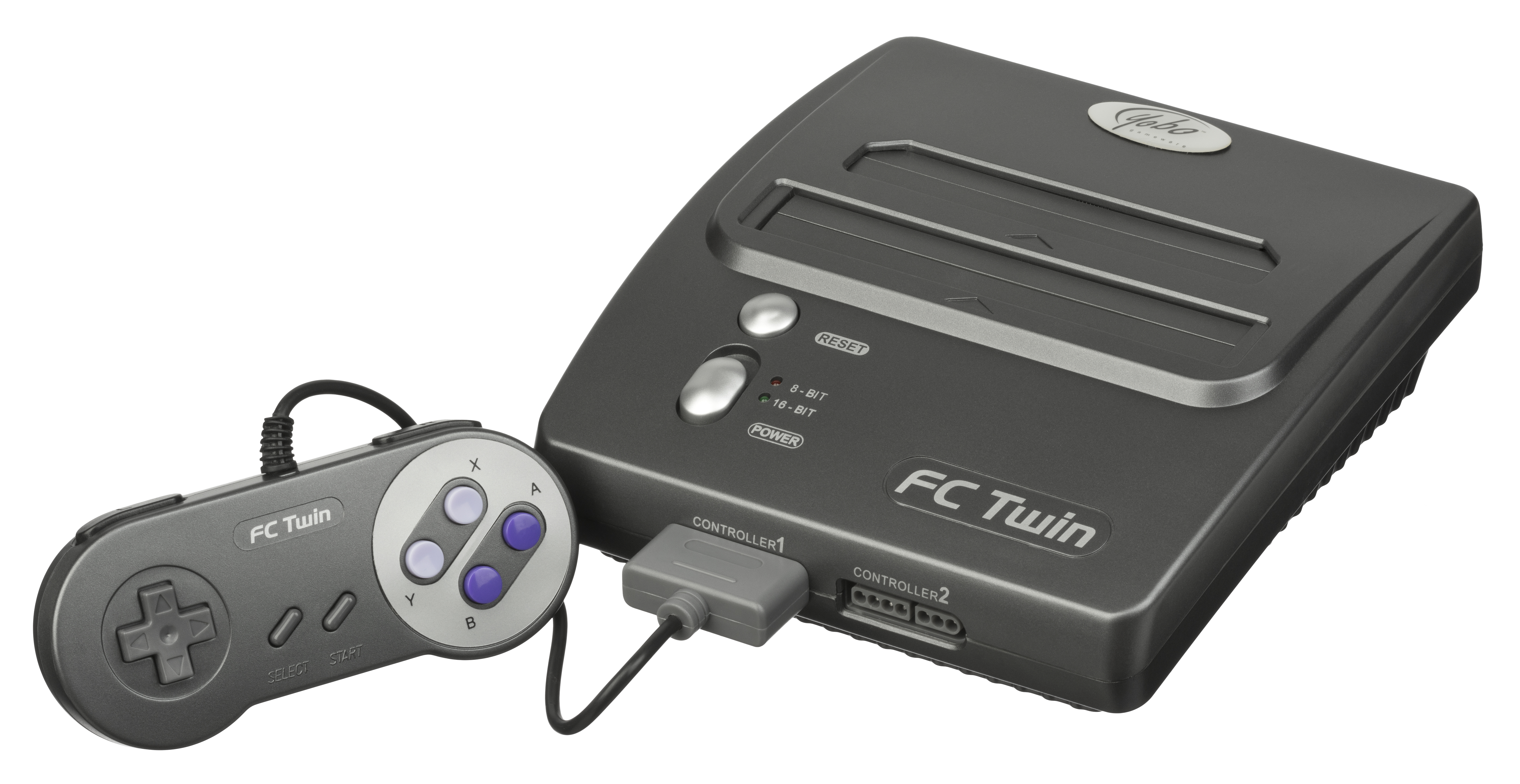
Un exemple de système clone multi-console : Le FC Twin, conçu pour ressembler à une SNES-101. Ce clone peut lire les jeux NES et SNES.

Les consoles comme la Retron 3 incluent de multiples consoles en un seul clone.

### Console portable

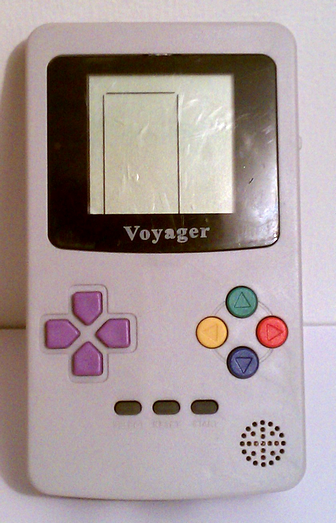
Power Joy Voyager, un Famiclone portable

Ces types de systèmes contiennent un LCD intégré et sont généralement alimentés par des piles, ce qui en fait des systèmes portables complets.
L'un des premiers clones portables est le « Top Guy », bien qu'il n'en existe qu'un petit nombre. Le Game Axe de Redant, qui a été fabriqué en plusieurs versions au cours des années 1990, a été plus largement distribué. Le Game Theory Admiral était doté d'un écran LCD TFT amélioré et ressemblait beaucoup au Game Boy Advance ou au Wintech. Le GOOD BOY - à ne pas confondre avec un clone de la Famicom également appelé Good Boy - était conçu pour ressembler à un Game Boy Color. Cependant, ce design plus petit comprenait un port de cartouche plus petit ; il était fourni avec un adaptateur pour permettre l'utilisation de cartouches Famicom standard avec le système. L'un des clones portables les plus récents est le PocketFami de Gametech, que son fabricant vend officiellement comme étant une Famicom portable, et l'un des plus largement distribués grâce au nouveau statut légal des clones de Famicom à la suite de l'expiration des brevets de la console originale.
Il existe aussi des Famiclones qui ont la forme d'un Game Boy et similaire, mais qui ne peuvent lancer que des jeux NES/Famicom sur une TV, et qui n'ont qu'un simple jeu électronique basique sur leur écran LCD. Par exemple, le clone NES « GameKids Advance », qui ressemble à un ancien Game Boy Advance, et possède un jeu LCD intégré, alimenté par 2 piles AA, ou par l'adaptateur secteur inclus. Cependant, les jeux NES ne peuvent être joués sur la télévision qu'à l'aide de l'adaptateur secteur. Il utilise une cartouche de jeu, similaire à celles des Game Boy/Game Boy Color, et comprend également un adaptateur pour jouer aux jeux NES.

#### PocketFami
Le Pocket Fami, aussi connu sous le nom de Pocket Famicom (bien que ce nom n'ait jamais été utilisé par les fabricants, Famicom étant une marque déposée de Nintendo) et également Pokefami (ポケファミ) est une console portable non licenciée officiellement par Nintendo qui est un clone de la Famicom, produit par GameTech et sorti en 2004.
Le PocketFami dispose d'une croix directionnelle standard et de six boutons : les quatre boutons standard de la NES (A, B, Select, et Start), plus deux boutons « turbo » supplémentaires. Il dispose d'un écran LCD rétroéclairé de 2,5 pouces, capable d'afficher des images au format NTSC et PAL. Il dispose d'une prise casque, d'une prise de sortie composite RCA, et peut être alimenté par 3 piles AA ou par un adaptateur secteur. En raison de la différence de conception des broches des cartouches de la Famicom japonaise (60 broches) et de la NES internationale (72 broches), les cartouches internationales (Amérique du Nord, Australie, Europe) ne peuvent pas être lues sans un convertisseur supplémentaire.
Nintendo a poursuivi en justice GameTech pour la production du PocketFami, affirmant que l'appareil violait ses brevets portant sur la Famicom. Les tribunaux se sont prononcés en faveur de GameTech et ont autorisé la vente de l'appareil au Japon, étant donné que la Famicom originale a été vendue pour la première fois en 1983 et que la plupart des brevets essentiels de Nintendo sur la console ont expiré.

#### My Arcade Micro Player
Micro Player est une série de bornes d'arcade miniatures basés sur le principe du Famiclone vendus par dreamGEAR, une entreprise fabriquant des accessoires pour le jeu vidéo, basée à Torrance en Californie, sous la marque My Arcade. Les bornes d'arcade vendues sous cette marque incluent Pac-Man, Dig Dug, Galaga, et Bubble Bobble.
Les bornes présentent des illustrations des originaux et utilisent des portages NES sous licence des jeux qu'ils contiennent, les informations de copyright de Nintendo étant supprimées. Les mini-bornes d'arcade était relativement populaires en raison de leur prix abordable. Le fabricant a également commercialisé des consoles de jeu portables.
DreamGEAR fabrique également plusieurs consoles portables contenant des cartouches multi-jeux. Toutefois, comme les consoles sont vendues aux États-Unis, elles contiennent peu de jeux piratés, afin d'éviter les poursuites judiciaires. Les consoles contiennent plutôt divers jeux shovelware d'entreprises chinoises telles que Nice Code Software, JungleTac et Waixing Technology. Plusieurs variantes contiennent des jeux sous licence de Data East.

### Manette

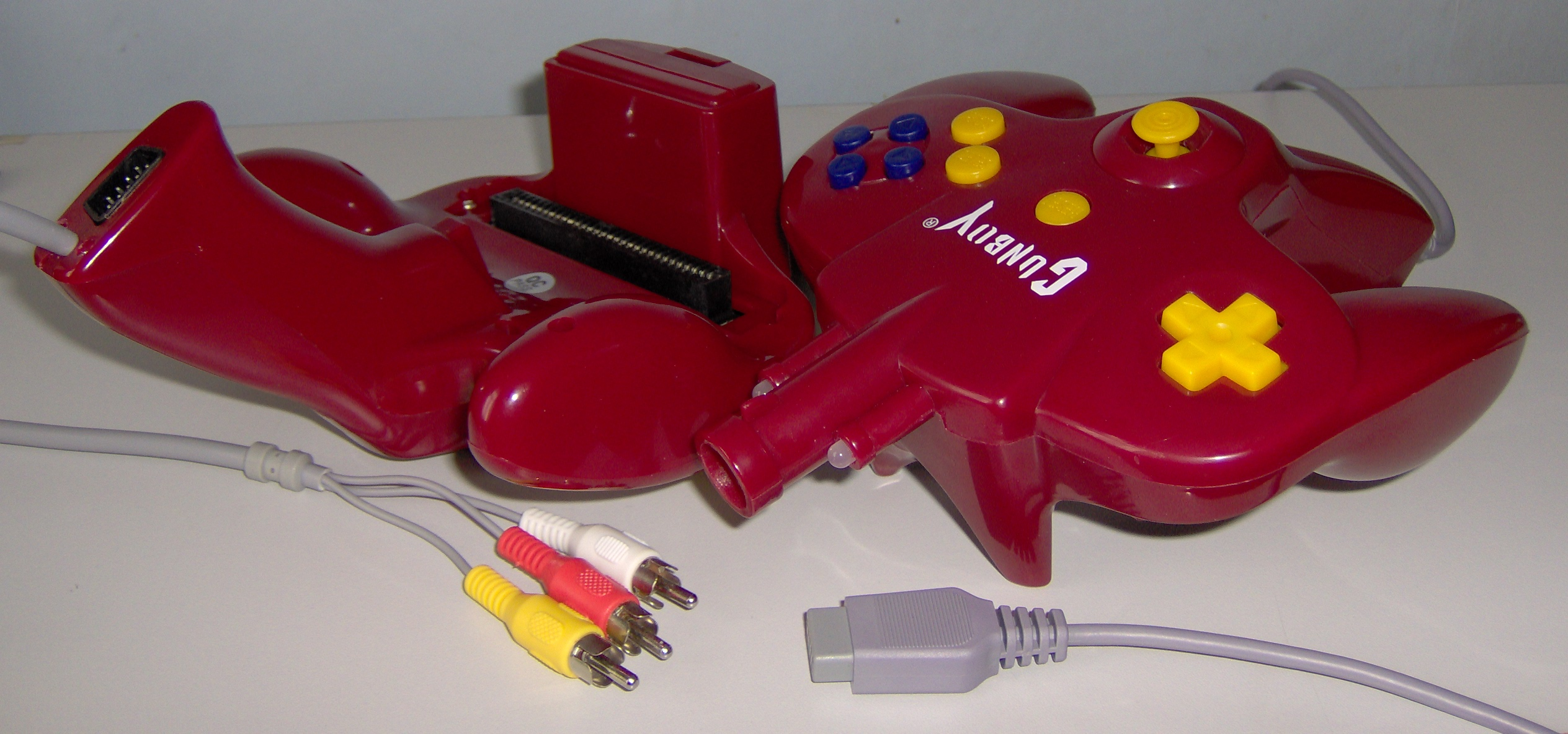
Set Gunboy pour deux joueurs

Ce type de Famiclone, populaire en Amérique du Nord et en Europe occidentale, est conçu pour contenir tous les composants de la console sous la forme d'une manette de console de jeu ordinaire, généralement celle de la Nintendo 64. Également connu sous le nom de « NES sur puce » (NES-on-a-chip) en raison de leurs composants électroniques extrêmement miniaturisés (par rapport à la NES originale), ces manettes contiennent rarement un port cartouche et privilégient le stockage des jeux directement dans des puces de mémoire interne. Ces Famiclones peuvent souvent fonctionner sur batterie ou sur secteur, ce qui les rend populaires pour une utilisation portable. Ces clones sont devenus particulièrement populaires aux États-Unis grâce à une nouvelle mode qui consiste à vendre des jeux d'arcade classiques légitimement émulés dans une manette d'apparence traditionnelle (les jeux Atari sont particulièrement populaires). Ce type de clones se trouvent généralement dans des endroits tels que les marchés aux puces, les kiosques des centres commerciaux ou les magasins de jouets indépendants, et la plupart des personnes qui les vendent et les achètent ne savent pas ou ne se soucient pas du fait qu'ils sont en fait fabriqués illégalement. Au Brésil, ce type de console est commercialisé sous le nom de « GunBoy ».
Les consoles Power Player Super Joy III (aussi connus sous le nom Power Games et XA-76-1E) sont une ligne de clones non autorisés de la Nintendo Entertainment System/Famicom fabriquée par NRTRADE et qui est vendue en Amérique du Nord, Brésil, Europe, Asie et Australie. Ce système ressemble à une manette de Nintendo 64 et se branche sur un téléviseur. La deuxième manette ressemble à une manette de Sega Genesis, et un pistolet optique est également inclus. Des versions NTSC, PAL et SECAM sont disponibles. Ils utilisent tous un système « NES sur puce » qui est une version miniaturisée des composants électroniques de la NES (processeur 6502, PPU, PAPU, etc.). Les consoles sont livrées avec 76 jeux intégrés, bien que le fabricant indique qu'il existe plus de 1 000 façons d'y jouer. La plupart des jeux inclus ont été publiés à l'origine pour la NES ou la Famicom, mais certains ont été créés par le fabricant pour élargir la liste des jeux inclus. La plupart des jeux ont été débarrassés de leur écran de titre pour économiser de l'espace sur la puce ROM, et le logo de l'éditeur du jeu a été supprimé pour réduire le risque de poursuites judiciaires. Après que ce produit ait gagné en popularité, le Power Player 3.5, un modèle amélioré avec plus de jeux, a été mis sur le marché,,.
Le « Playervision » ou « Game Stick » est un autre clone matériel non autorisé de la Nintendo Entertainment System, intégré dans une manette de jeu et vendu en Amérique du Sud, et n'est qu'une version de Power Player Super Joy III, néanmoins, le nom du produit varie sur et dans la boîte, le manuel d'utilisation et la console de jeu vidéo elle-même. Par exemple, le manuel d'instructions l'appelle « Playervision », mais le système lui-même dit « Players ». Cette console de jeu vidéo n'a pas d'emplacement pour les cartouches, ni d'entrée pour une manette de deuxième joueur ou pour Zapper. Cela signifie que certains des jeux inclus ne peuvent pas être utilisés en raison de la nécessité d'un pistolet (Duck Hunt, par exemple). Le système comprend les mêmes 76 jeux que Power Player Super Joy III, mais certains d'entre eux sont répétés ou sont des adaptations graphiques (Teletubbies, par exemple, correspond à Mario Bros. avec des modifications graphiques).

### Ordinateur

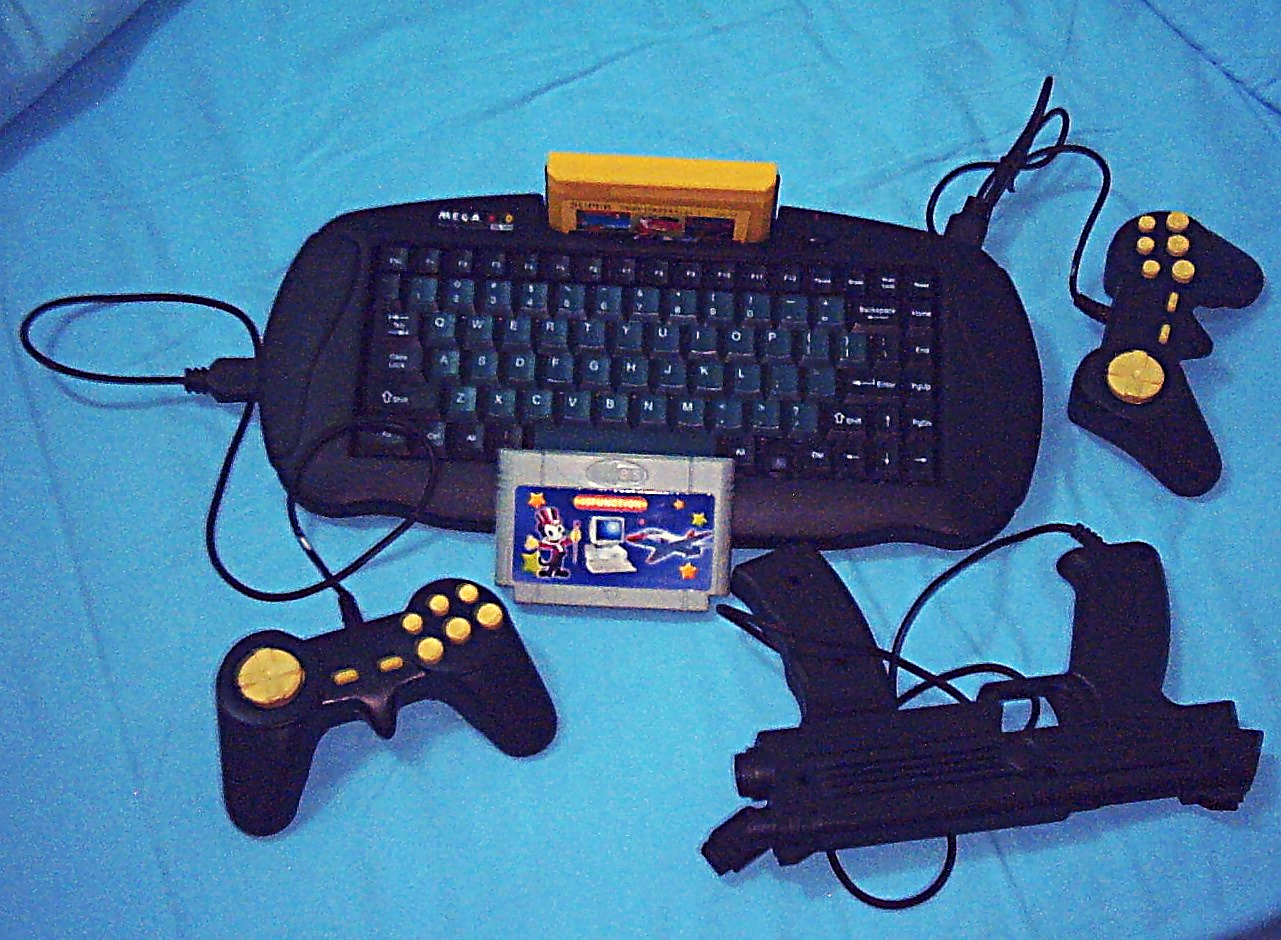
Le Mega Kid MK-1000, un famiclone sous forme d'ordinateur

Ces Famiclones sont conçus pour ressembler aux ordinateurs personnels des années 1980, aux claviers modernes ou au kit BASIC de la véritable Famicom. Souvent, ces clones contiennent les mêmes composants que les versions sous forme de console de salon, mais ils sont intégrés dans un clavier au lieu d'un boitier qui ressemble à une console de jeux vidéo. Ils sont souvent fournis avec une cartouche qui contient des logiciels similaires à ceux disponibles sur un ordinateur, comme un logiciel de traitement de texte et une version de BASIC (souvent le G-BASIC, une contrefaçon du Family BASIC, et F-BASIC, une version originale mais plus limitée), et également des jeux « éducatifs » de dactylographie et de mathématiques. Certains comprennent même une souris d'ordinateur et une interface graphique. Bien que l'interface soit similaire à celle du clavier Family BASIC de Nintendo, les claviers clones ne sont généralement pas entièrement compatibles avec les logiciels officiels (et vice versa) en raison de la disposition différente des touches.

## Compatibilité matérielle et logicielle

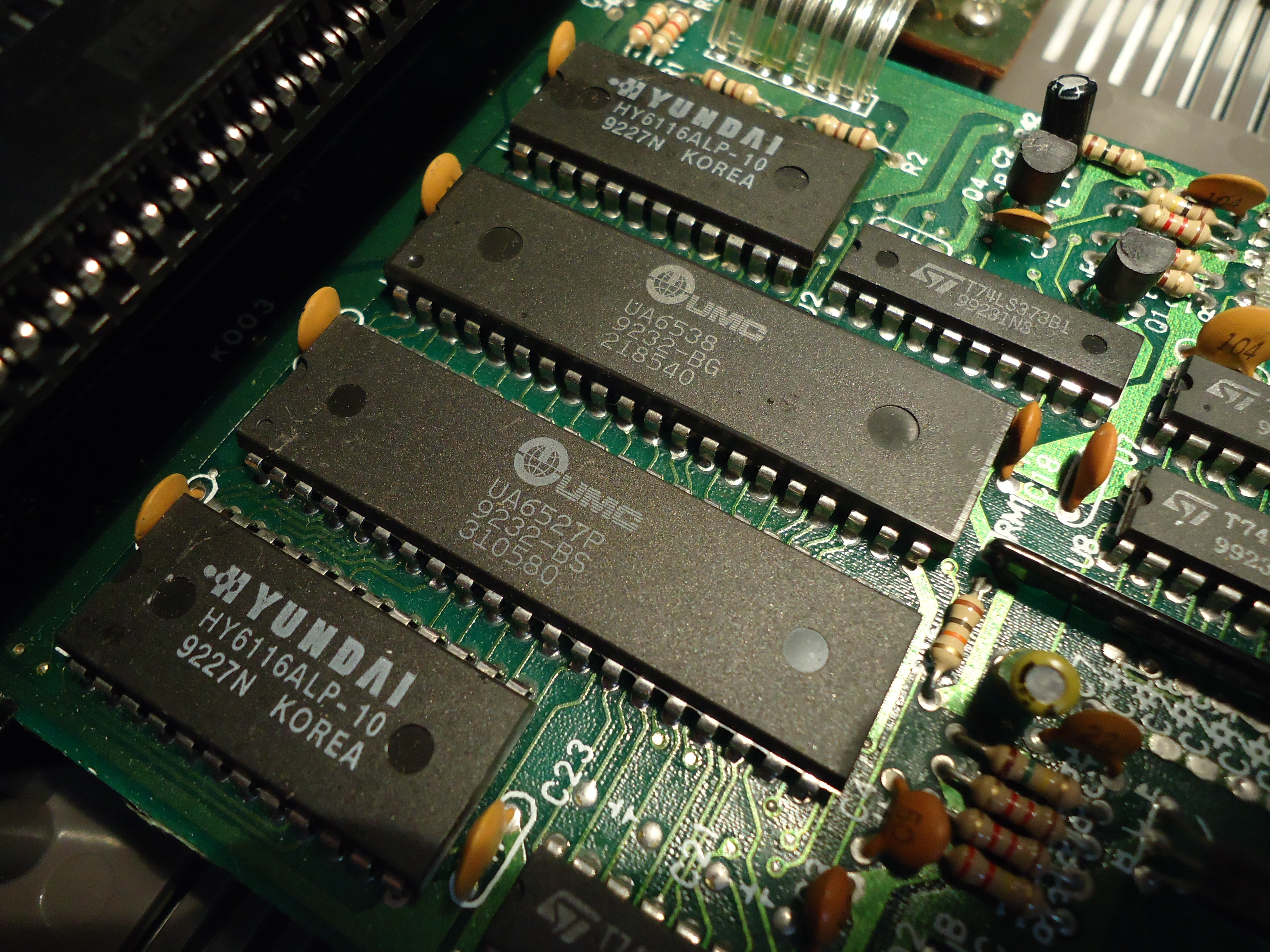
Jeu de puces discret fabriqué par UMC utilisé dans un Famiclone de 1992

Alors que la majorité des Famiclones sont compatibles avec la plupart des cartouches Nintendo originales sous licence (offrant même une plus grande polyvalence qu'une NES originale grâce à l'absence de puces de verrouillage régional et, parfois, une double compatibilité avec les cartouches 60 et 72 broches), le niveau de compatibilité matérielle avec les accessoires NES d'origine et autres équipements peut varier, et même la compatibilité des jeux n'est pas toujours parfaite.
L'incompatibilité la plus fréquente dans les jeux intégrés que certains utilisent est l'absence de RAM destinée à la sauvegarde des parties, ce qui entraîne l'incompatibilité des quelques jeux qui l'utilisent lorsqu'ils essaient de sauvegarder ou de charger des données.

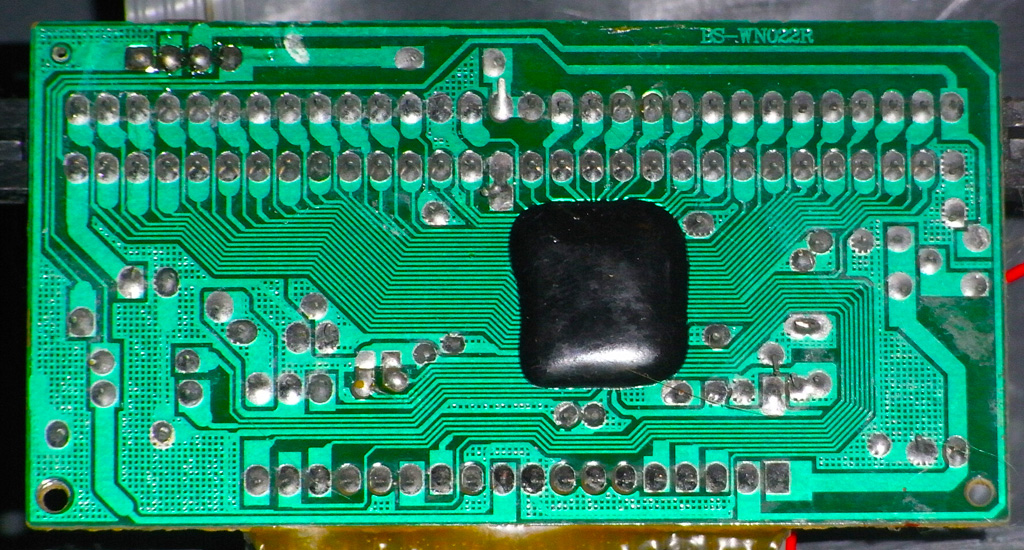
La NES est reproduite dans une petite puce située sous le blob noir en époxy (silicium), ce qu'on appelle un NES sur puce (NES-on-a-chip).

Comme la plupart des Famiclones modernes sont basés sur un « NES sur puce » (NES-on-a-chip), ils héritent automatiquement de toutes ses limitations, y compris les problèmes graphiques et de compatibilité.
Au niveau matériel, l'incompatibilité la plus courante est l'absence, dans certains Famiclones, du port d'extension de la Famicom originale (bien qu'il soit toujours présent, au moins au niveau logique, et que dans certains clones il soit câblé en interne ; par exemple, dans les Famiclones de type ordinateur, il est câblé au clavier intégré, même s'il n'est pas accessible de l'extérieur).

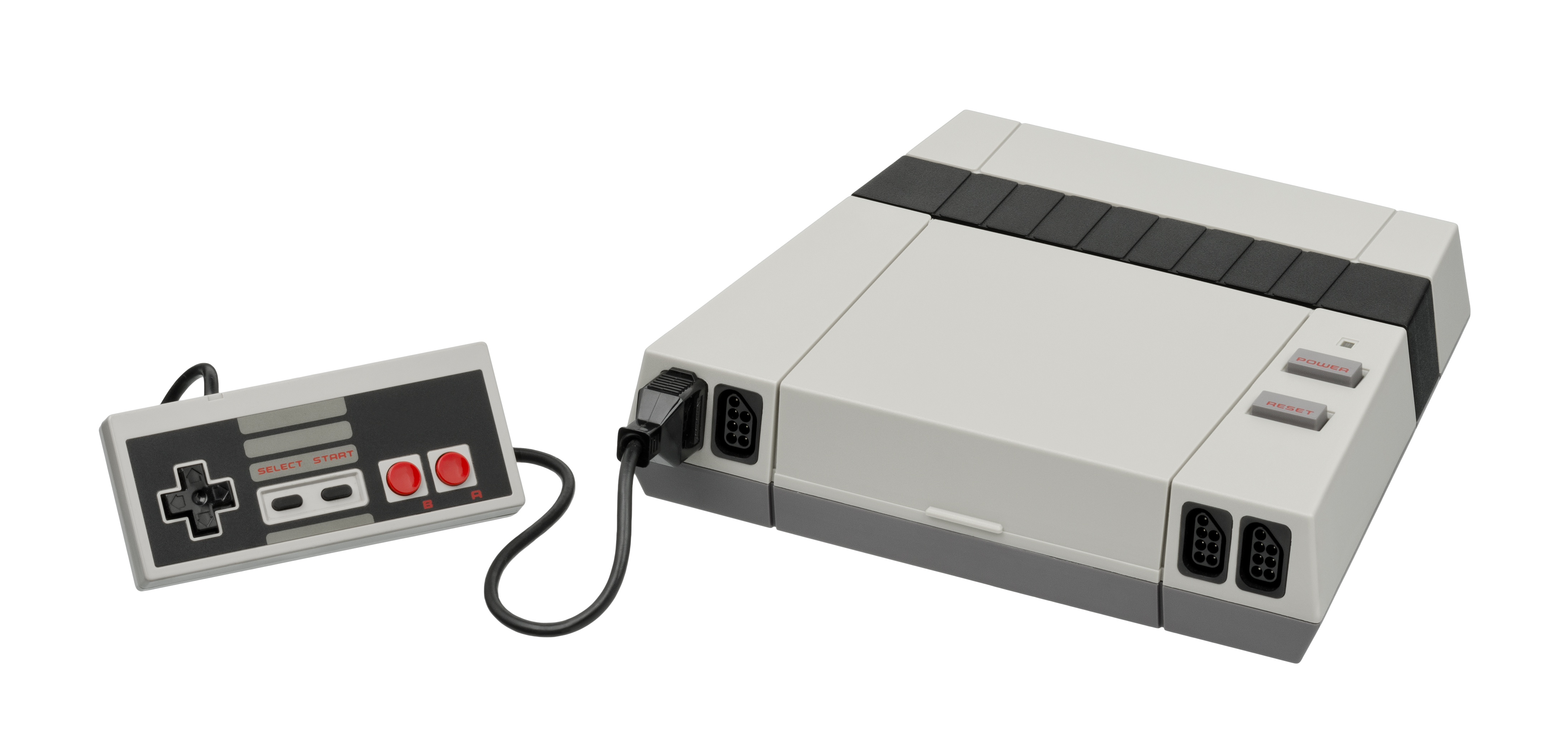
Le RetroUSB AVS utilise une émulation bas niveau sous la forme d'un FPGA, atteignant un haut degré de compatibilité.

Certains Famiclones utilisent également des connecteurs standards Atari 9 broches ou même 15 broches au lieu des connecteurs propriétaires de la NES, et leurs manettes offrent généralement toutes les fonctionnalités d'une manette NES standard et parfois des fonctions telles que le « slow motion » ou plusieurs touches autofire avec des vitesses différentes, qui ne sont pas présentes sur les manettes standard de la NES prêts à l'emploi. Bien qu'il soit physiquement identique à l'Atari 9 broches, le protocole est différent : Atari utilise un protocole parallèle où chaque fil porte l'état d'un seul bouton, alors que les consoles de jeux utilisent le même protocole série basé sur le 4021 que celui utilisé par la NES d'origine. La connexion de manettes standard peut entraîner un dysfonctionnement ou un endommagement de la manette ou du Famiclone lui-même.
Enfin, comme beaucoup de consoles modernes et d'autres appareils destinés à être connectés à un téléviseur, de nombreux Famiclones modernes sont dépourvus de modulateur RF et ne disposent que de sorties audio et vidéo composite séparées (parfois S-Video), également pour réduire les coûts de production (déjà peu élevés).
Certains fabricants ont ajouté de nouvelles fonctionnalités rétrocompatibles à leurs ASIC NES sur puce, ce qui permet aux développeurs d'ajouter de nouvelles fonctionnalités telles qu'un processeur amélioré (un compatible 65C816), de meilleurs graphismes, un son stéréo (en ajoutant une autre unité audio), de l'audio PCM, et un bus unifié (OneBus) qui permet aux fabricants d'utiliser une seule ROM pour stocker les jeux au lieu des deux (une pour le programme et l'autre pour les graphismes) que la NES et la Famicom utilisaient à l'origine. Ce matériel a été principalement conçu par les entreprises taïwanaises V.R. Technology et UMC,.

## Les Famiclones à la suite de l'expiration des brevets de Nintendo

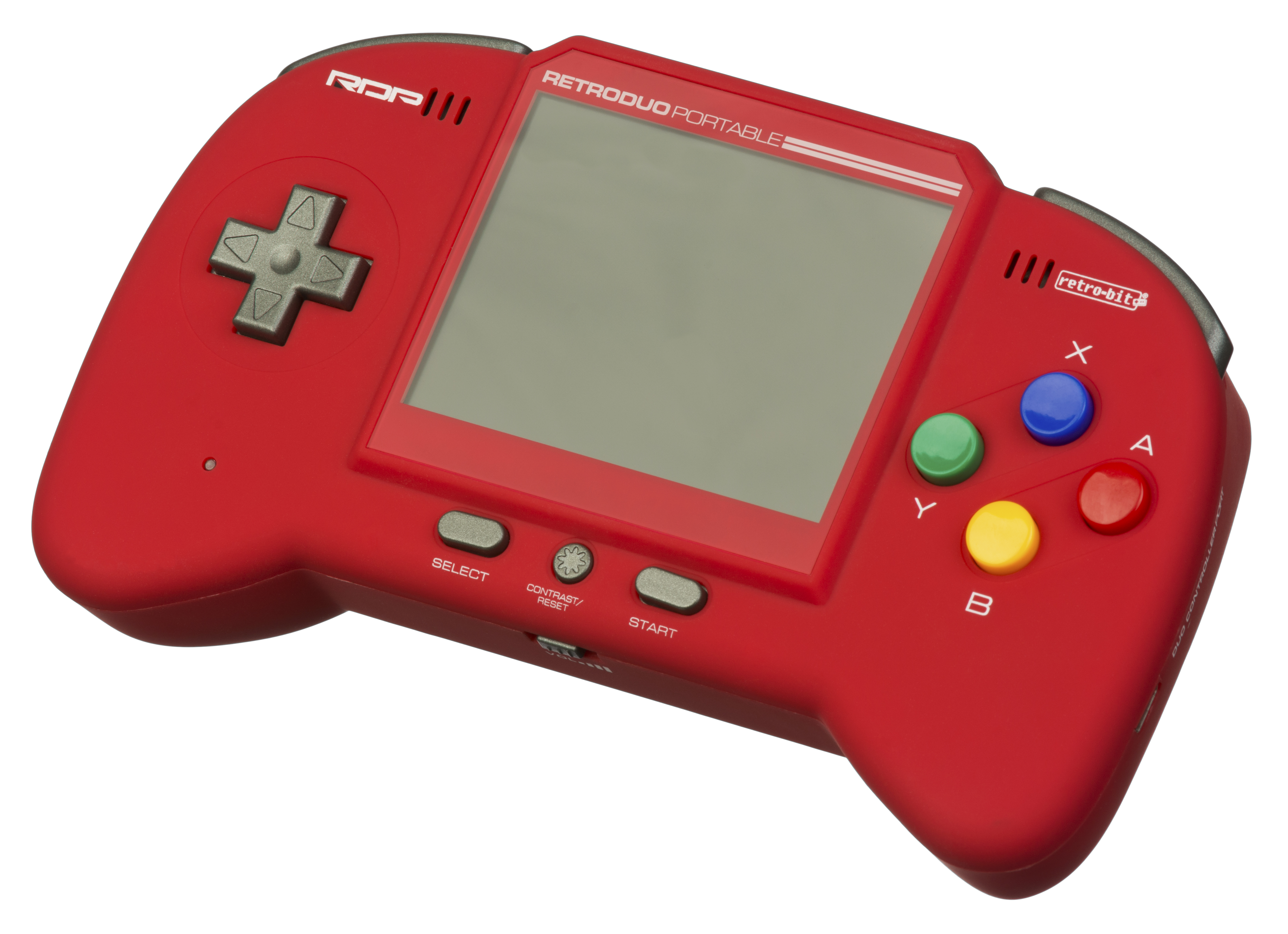
Le Retro Duo Portable, l'un des plus récents famiclones fabriqués pour les marchés américains.

Certains des brevets de Nintendo sur la Famicom ont expiré en 2003, suivis en 2005 par des brevets spécifiques à la NES, tels que ceux couvrant la puce de verrouillage du 10NES. Bien que Nintendo détienne toujours plusieurs marques déposées, les clones de la NES ne sont plus nécessairement illégaux pour cause de violation de brevet. Cette question est compliquée par l'effet des différents brevets accordés dans différents pays, avec différentes dates d'expiration. Nintendo a poursuivi Gametech en 2005 pour avoir vendu le PocketFami, malgré l'expiration du brevet. Nintendo a perdu ce procès. Toutefois, les fabricants de Famiclones qui intègrent dans l'appareil des jeux protégés par des droits d'auteur peuvent toujours être tenus pour responsables sur cette base, car les droits d'auteur ont une durée beaucoup plus longue que les brevets (dans la plupart des pays, les œuvres créatives telles que les jeux sont automatiquement protégées par des droits d'auteur pendant plusieurs décennies, parfois jusqu'à 95 ans après leur création).
Alors que l'on trouve encore des Famiclones à l'ancienne, le marché nouvellement légitimé a vu apparaître plusieurs clones qui annoncent ouvertement qu'ils prennent en charge les jeux originaux de la Famicom ou de la NES (ou parfois les deux), une caractéristique qui n'était généralement pas annoncée par les clones précédents, qui étaient souvent commercialisés comme des cadeaux bon marché plutôt que comme des systèmes compatibles avec la Famicom. Parmi les exemples de ces nouveaux efforts, on peut citer la Generation NEX, qui ressemble à une version aplatie de la NES originale et supporte à la fois les jeux NES et Famicom, le Neo-Fami de Gametech (également commercialisé en versions compatibles Famicom et NES sous le nom de « FC Game Console » par Yobo Gameware), et le PocketFami portable, un successeur plus ambitieux, bien que toujours légèrement imparfait, des anciens TopGuy, Game Axe, et Game Theory Admiral. Cependant, ces clones plus légitimes sont toujours basés sur la même architecture NES sur puce (NES-on-a-chip) que les anciens systèmes, et souffrent donc des mêmes problèmes de compatibilité.

### Generation NEX

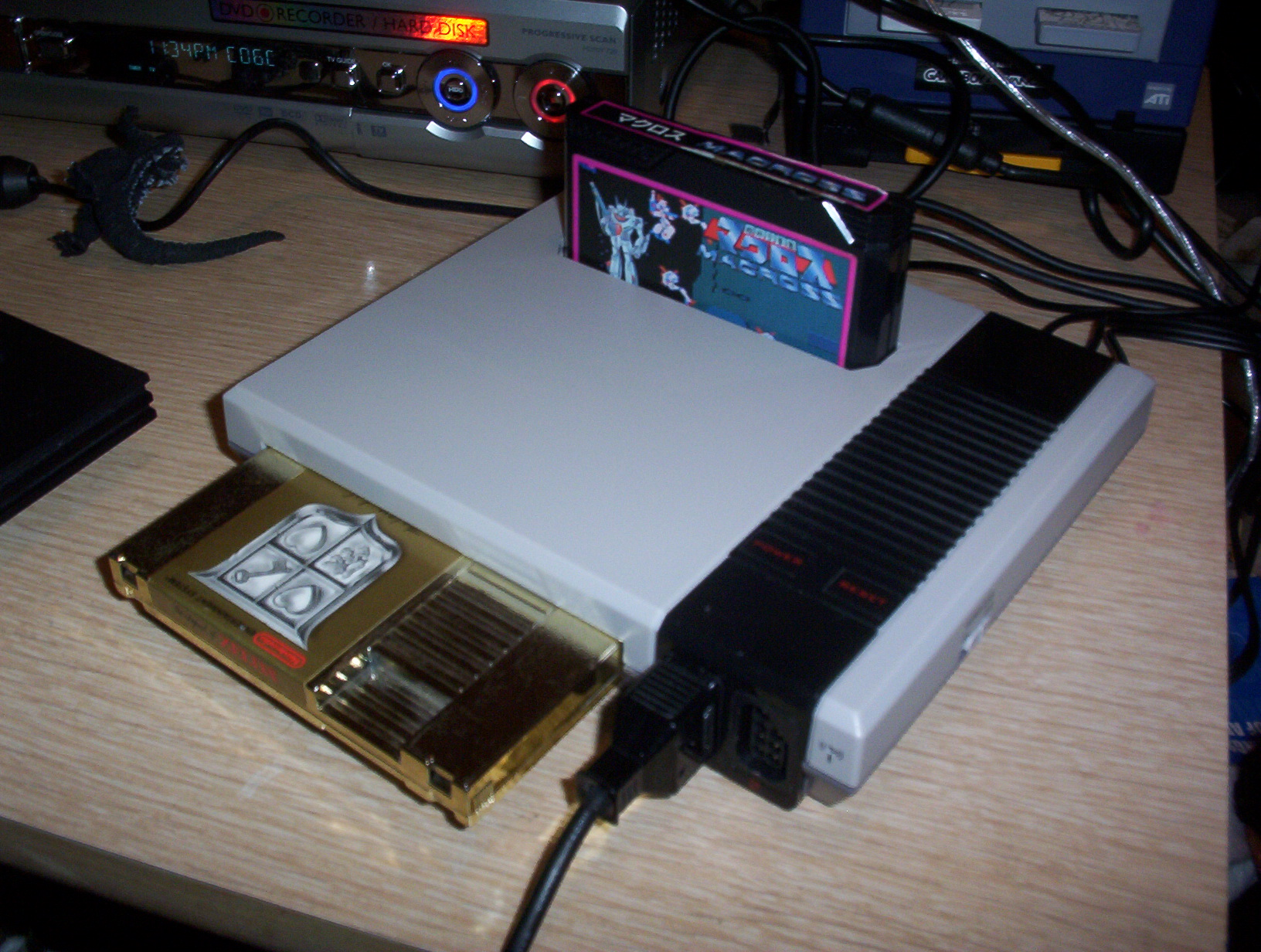
Generation NEX, avec un jeu NES à l'avant et un jeu Famicom à l'arrière

La Generation NEX est un Famiclone sorti en 2005,. Il est compatible avec les cartouches de la Famicom japonaise et de la NES nord-américaine/européenne. Un emplacement à chargement frontal est utilisé pour les jeux NES, comme sur la console d'origine, tandis qu'un emplacement à chargement par le haut est utilisé pour les jeux Famicom. Messiah Entertainment Inc., une société basée à Los Angeles, a annoncé la génération NEX en mai 2005. La console a été présentée à la Classic Gaming Expo en août, et sa sortie était prévue pour septembre 2005,,. Le NEX est une version plus fine de la NES originale, mesurant un pouce et demi de hauteur. La console utilise un circuit intégré conçu sur mesure et basé sur un NES sur puce (NES-on-a-chip), utilisé par la plupart des Famiclones. Le NEX est compatible avec environ 95 % des jeux NES, à l'exclusion des jeux tels que Castlevania III: Dracula's Curse,. La console comprend des capacités de son stéréo pour les jeux Homebrew. Il utilise le système sur puce OneBus « VT03 ».
La Generation NEX est vendu au prix de 59,99 $, et comprenait une manette filaire. Des manettes sans fil de 2,4 GHz ont également été produites et vendues par lot de deux au prix de 50 $,. Les manettes avec et sans fil ont été redessinées par rapport à la manette NES originale, leur apparence étant plus proche de celle de la manette SNES. La console comprend des ports pour manettes qui permettent à l'utilisateur de brancher et d'utiliser les manettes NES d'origine à la place, et les manettes NEX sans fil sont également compatibles avec la NES d'origine. La NEX est également compatible avec tous les autres accessoires NES, tels que le Pistolet Zapper,. Messiah a également produit un contrôleur sans fil arcade stick.
La Generation NEX a d'abord reçu un accueil négatif de la part des utilisateurs et de certains sites Web de jeux. Des plaintes ont été formulées concernant la compatibilité de la console avec les jeux NES/Famicom, qui présentaient dans certains cas des problèmes graphiques et audio lorsqu'ils étaient joués sur la NEX,,. Les critiques n'ont pas non plus apprécié les boutons mous des manettes redessinées,,,. L'importateur de la NEX, Lik Sang, a annulé les précommandes en novembre 2005, en raison de la mauvaise réception de la console. Les critiques de IGN ont donné un avis positif. Ils ont considéré la console comme une version améliorée de la NES originale, tout en écrivant que la nouvelle console ne présentait pas de problèmes graphiques notables. Christopher Grant de Engadget a critiqué le test d'IGN, notant qu'il n'abordait pas les problèmes de compatibilité soulevés dans d'autres tests. Grant écrit : « IGN consacre la majeure partie de son test au joli emballage, au beau design et aux manettes sans fil, en passant sous silence la compatibilité. Ne savent-ils pas que ce sont les jeux qui sont les plus importants ? »
Shane Hirschman de CraveOnline a évalué la console un an après sa sortie, et l'a également considérée comme une amélioration par rapport à la NES originale : « Étant donné le prix peu élevé de la Generation NEX, sa haute qualité et l'efficacité de ses jeux, les joueurs de tous types seront heureux de voir que la NES est de retour et meilleure que jamais. » Ben Kuchera de Ars Technica a également évalué la console un an après sa sortie, et a donné un avis mitigé. Kuchera a trouvé peu de problèmes au niveau des graphismes et de l'audio, mais il a également considéré que le prix de 60 $ de la console était trop élevé. Il préférait la sensation des manettes NES d'origine et considérait que les manettes sans fil étaient également trop chères. Kuchera a ensuite écrit que la generation NEX « brouille tellement l'image » que « vous vous rendez un mauvais service en jouant à des jeux aussi compromis ».

### Brevets
Les brevets liés à la NES sont les suivants :
- (en) Brevet U.S. 4,687,200
- (en) Brevet U.S. 4,799,635
- (en) Brevet U.S. 5,070,479
- (en) Brevet U.S. 5,207,426
- (en) Brevet U.S. 5,426,762

## Clones par région ou pays

### Péninsule arabique
Le Famiclone le plus populaire dans les années 1990 était le Rinco Home Computer 3600. À la même époque, Nintendo a officiellement distribué ses produits dans ce pays mais on ne sait pas si l'entreprise a engagé des actions en justice contre les vendeurs de Famiclones.

### Argentine
La console Family Game a été fabriquée par la société argentine Electrolab,. Ils ont distribué la console « Super Family Electrolab Ending-Man » (basé sur le clone de Ending-Man Terminator) et « Electrolab Family Game » avec la distribution officielle de Supervision. Au sommet de sa popularité, ses ventes représentaient 95 % du marché argentin des consoles.
Selon une interview d'Eddy Kiersz, PDG d'Electrolab, l'entreprise a versé des redevances à Nintendo pour la vente des Famiclones et l'importation des jeux, à condition de ne pas les exporter en dehors de l'Argentine. Il a également indiqué que Nintendo eux-mêmes les avait mis en contact avec la société taïwanaise NTDEC, qui a construit la Famicom, pour concevoir le « Family Game ». C'est assez inhabituel et il est possible qu'Eddy Kiersz ait confondu Nintendo of America avec la filiale américaine de NTDEC, dont le nom complet était Nintendo Electronic Co.
Une autre marque populaire de Famiclones a été fabriquée par Bit Argentina et il s'agit de Bitgame, Super Bitgame et Video Racer. En 1992, Nintendo est entré sur le marché argentin avec H.Briones Argentina S.A. comme représentant et Bit Argentina a été désigné comme distributeur officiel avec le droit de continuer à vendre des Famiclones.
D'autres consoles connues sont le « NTD Family Game » (distribué par NTD Electronica Argentina), Son Son, Froggy Family Game (distribué par BTE Electronics SA), Rasti (distribué par Rasti SA), Micro Genius, Family Game et Goodboy (distribué par Tec Toy Argentina), Edu Family Game (dsitribué par Videogames EDU S.A) et Turbo Game (distributed par La Roque S.A).

### États baltes
Le clone le plus connu dans ces pays est Zhiliton qui ressemble à la Sega Mega Drive modèle I. En raison du petit marché de ces pays, il existe également d'autres clones tels que Dendy, UFO, Subor, Liko, Terminator 2 et Fei Hao,. En 1994, Steepler, le producteur de Dendy, a conclu un accord avec Nintendo pour vendre des consoles dans tous les États post-soviétiques et a renoncé à ses droits sur les ventes de Dendy, ce qui signifie que Nintendo n'a pas intenté d'action en justice contre les Famiclones.

### Bélarus
L'un des premiers clones arrivés au Belarus était « Zhiliton ». Plus tard, le clone le plus populaire dans cette région a été commercialisé sous le nom de « Dendy ». En 1994, Steepler, producteur du Dendy, a conclu un accord avec Nintendo pour vendre des consoles dans tous les États post-soviétiques et a renoncé à ses droits sur les ventes du Dendy, ce qui signifie que Nintendo n'a pas intenté d'action en justice contre les Famiclones.

### Brésil

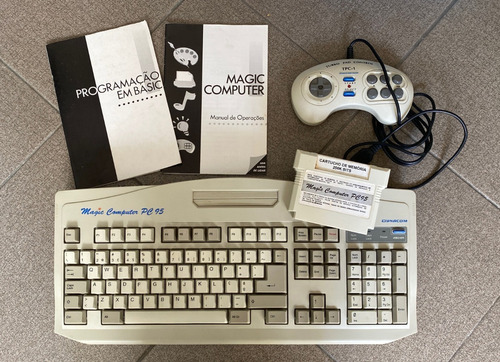
Le Magic Computer PC-95 a été lancé en 1995 par Dynacom pour tenter d'attirer les joueurs lassés par la génération 8 bits.

Depuis 1989, des consoles compatibles avec la Famicom et la NES ont été fabriquées et vendues au Brésil par des entreprises locales, dont certaines ont également importé et vendu des cartouches et des consoles NES d'origine. Le premier système compatible avec la Famicom, appelé Dynavision 2, a été commercialisé en 1989 par Dynacom et utilisait des manettes similaires à celles de l'Atari 2600. Le système suivant, Dynavision 3, avait des manettes de jeu similaires à celles de la Sega Mega Drive et disposait d'une double fente permettant d'utiliser des cartouches à 60 et 72 broches. Il a été suivi au milieu des années 1990 par le système portable « Handyvision », qui permettait de diffuser des vidéos vers la télévision à l'aide d'un émetteur UHF. Une autre société, Geniecom, a produit un clone de couleur noire avec des prises pour casque d'écoute sur les manettes de jeu et une entrée de code Game Genie. Le clone « NASA » était similaire à la NES originale, mais disposait de deux emplacements, un 72 broches à l'avant et un 60 broches sur le dessus. Les fabricants brésiliens ont également produit des cartouches, mais se sont heurtés au problème des deux formats. La société Hydron a résolu le problème en fabriquant des cartouches à deux faces - une face à 60 broches, l'autre à 72 broches.
En 1993, Nintendo est arrivé au Brésil et a sorti la NES avec la fente pour cartouche américaine. Cette version officielle a été fabriquée par Playtronic, une joint venture entre la société de jouets Estrela et Gradiente.
La PolyStation, un autre clone populaire, a été distribuée à partir de 2000 par l'homme d'affaires occidental Ali Ahmad Zaioum, d'origine Paraguayenne-Libanaise. Il est également propriétaire d'environ 400 brevets et marques censés avoir été créés par lui. Cependant, il a été accusé par le tribunal paraguayen d'avoir falsifié des documents et des informations afin d'obtenir un enregistrement auprès du Ministère de l'industrie et du commerce du Paraguay.

### Colombie
En Colombie, les consoles nommées Creation, Super Creation, Nichi-man (fabriquées par Micro Genius) et plus tard PolyStation étaient populaires. Nintendo est arrivé en Colombie au début des années 1990 avec l'aide d'AB Compufax.
Un autre Famiclone récent reprenant le design de la Nintendo Switch est la Nanica Smitch. Elle intègre 800 jeux NES, et possède des manettes amovibles qui ressemblent à des Joy-Con, mais les joysticks sont remplacés par une croix directionnelle. Cependant, ce Famiclone n'est disponible qu'en Colombie.

### République tchèque/Slovaquie
Les clones les plus connus vendus dans ce pays sont Terminator 2, Bel Game, Pegasus IQ-502, Video Game-GT3300 et Micro Genius,,. Nintendo est entré sur le marché tchécoslovaque en 1992 avec le Game Boy, et l'année suivante, après avoir été divisée en deux pays, Nintendo a sorti la SNES et la NES. On ne sait pas si le distributeur a engagé des actions en justice contre les revendeurs de Famiclones.

### Finlande
Certains magasins de jeux ont commercialisé quelques Famiclones avec des cartouches jaunes comme Terminator 2 ou ont promu des jeux NES sans licence comme Action 52. Nintendo a intenté des actions en justice contre les distributeurs et, en 1994, le plus grand vendeur de jeux et de consoles pirates a dû payer 75 000 dollars de dommages et intérêts.

### Allemagne
Quelques famiclones ont été commercialisés en Allemagne, comme le VidiTex VT-720, vendu par Ultra-Sat Vierhaus.

### Chine

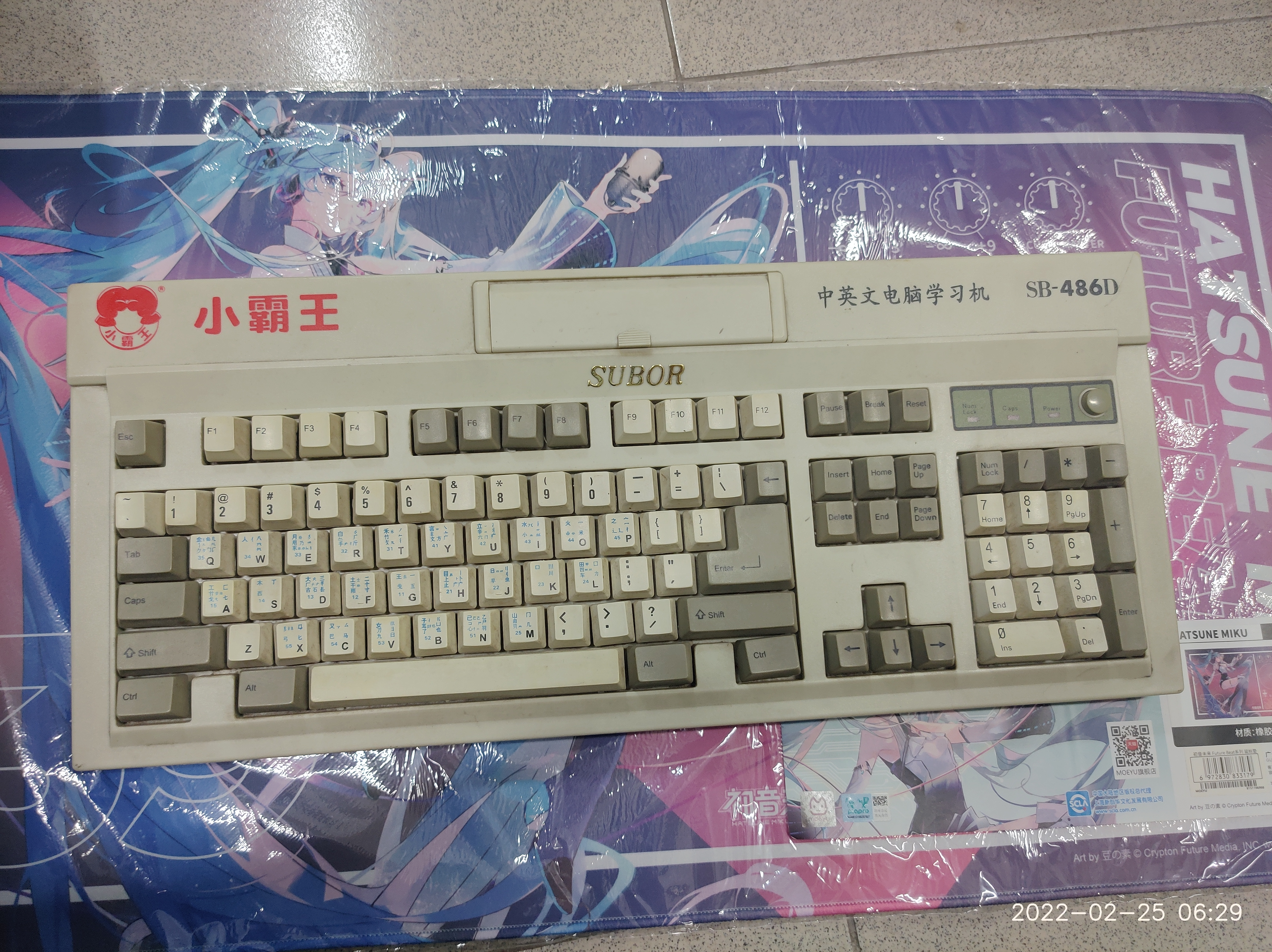
Subor SB-486D

Le marché chinois s'est ouvert aux consoles de jeux vidéo à la fin des années 1980, mais les droits de douane élevés rendaient les consoles importées telles que la Famicom très chères. C'est pourquoi les entreprises locales ont commencé à produire des clones moins chers, ce qui a créé un vaste marché gris pour les consoles et les jeux sans licence. De nombreuses marques ont été créées, l'une des plus populaires étant Xiǎo Bàwáng (Chinese: 小霸王; lit. 'Petit empereur ou petit tyran') par Subor. Dans le même temps, de nombreux fabricants locaux ont commencé à distribuer la console dans d'autres pays, ce qui a fait de la Chine l'une des principales plaques tournantes de la production de clones de la Famicom. Le nombre de clones vendus en Chine dans les années 1990 est inconnu, car toutes les sources donnent des chiffres différents, le plus souvent compris entre 1,5 million et 20 millions. Nintendo a vu le potentiel du marché et a décidé de s'implanter en Chine en 1994, mais ne s'est pas préoccupé du piratage,.
La popularité de ces appareils s'est maintenue en Chine dans les années 2000. En effet, en juin 2000, le gouvernement chinois a décidé d'interdire toutes les consoles de jeux vidéo. Depuis la fin des années 1990, Subor vend les derniers modèles de Famiclone en tant qu'ordinateur éducatif doté d'un clavier et d'une cartouche contenant des jeux éducatifs simples. Il s'est avéré que les autorités chinoises ont autorisé la vente de ces appareils, ne les reconnaissant pas comme des consoles, ce qui a donné lieu à des clones d'autres fabricants ainsi qu'à de nouveaux jeux sans licence, des programmes divers comme Windows 98 ou des portages de jeux plus récents pour Nintendo 8 bits tels que Resident Evil (Bio Hazard), Tomb Raider ou Final Fantasy VII],,. Certains modèles ont fait l'objet d'une publicité officielle de la part de Jackie Chan. Dans le même temps, Nintendo s'est adapté aux nouvelles réglementations et a pénétré le marché avec des consoles remodelées par le biais de iQue.
Taïwan et Hong Kong disposaient d'une autorisation légale pour la Famicom, et d'autres jeux vidéo bien avant la Chine continentale, mais le piratage s'y est également répandu. De nombreuses entreprises, telles que NTDEC ou Micro Genius, se sont établies à Taïwan et ont vendu des Famiclones au niveau local et international, ce qui a fait de Taïwan l'une des principales plaques tournantes de la production de clones. Afin d'y mettre un terme, Nintendo a tenté de les combattre en justice. À Hong Kong, outre les marques locales, il y avait de nombreux importateurs depuis la Chine et Taïwan.

### Grèce

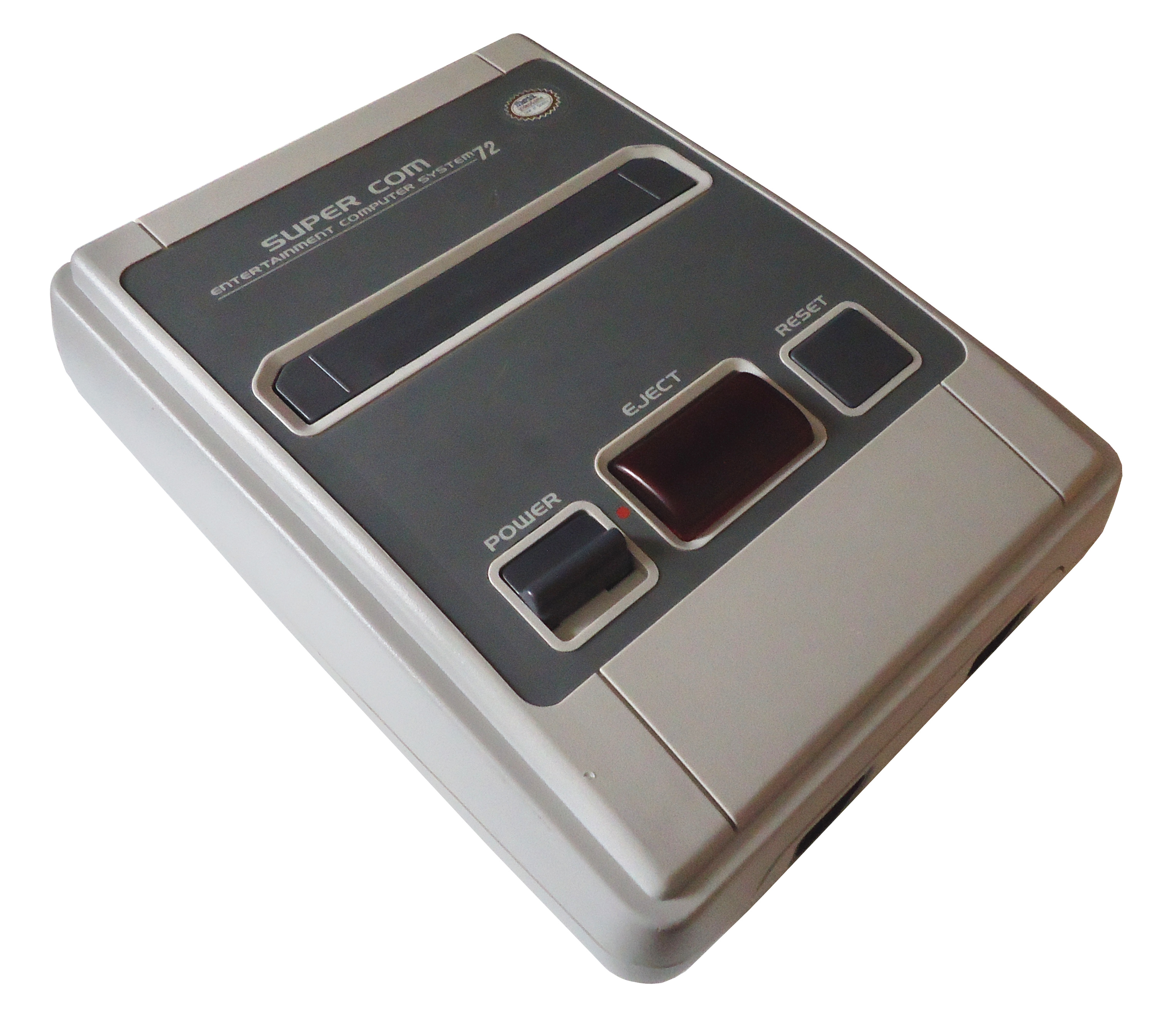
Super Com

À la fin des années 1980 et au début des années 1990, Greek Software a distribué le BIT 72, qui était l'un des rares clones capables de lire uniquement les cartouches NES. La console est en concurrence avec le Master System distribué officiellement. En 1991, Nintendo fait son entrée sur le marché grec et après cela, la plupart des Famiclones sur le marché étaient des imitations bon marché de SNES appelées Super Com SP-60.

### Hongrie
Nintendo est entré sur le marché hongrois en 1991 avec le Game Boy et la NES, et chaque clone était appelé Sárga Kazettás Nintendo (Nintendo avec des cartouches jaunes).

### Islande
Nintendo était présent dans cette région depuis le début des années 1980, mais les magasins distribuaient des clones comme Crazyboy, Redstone, NASA (compatible avec la NES), Action Set, NTDEC etc.

### Inde
En 1987, Nintendo a lancé la NES sous le nom de Samurai commercialisé par Samurai Electronics. À la suite des ventes médiocres des consoles NES fabriquées sous licence, les Famiclones Samurai produites par Micro Genius ont commencé à apparaître au début des années 1990.
À la fin des années 1990, la demande de clones 8 bits est devenue très forte en Inde. À l'époque, le pays comptait environ 55 marques telles que Media Entertainment System (qui vendait Little Master et Wiz Kid), Mitashi (qui vendait Cricket), Mega et d'autres.

### Indonésie
De nombreux Famiclones de divers producteurs, compatibles avec la NES ou la Famicom, ont été rebaptisés et vendus par Spica.

### Iran
Le Famiclone le plus populaire était fabriqué par Micro Genius (simplement appelée ici « Micro ») et distribué à partir de 1992. Les jeux les plus populaires étaient Super Mario Bros. (appelé localement Mushroom Eater), Contra, Duck Hunt, Double Dragon, Mega Man etc. D'autres clones incluent des consoles comme le « Super Semtoni », Terminator 2, etc.

### Israël
Au début des années 1990, en plus de la NES originale, de nombreux magasins vendaient des « Megason », Micro Genius, Goodboy, Terminator B.S 550, Hitex, Family Game, etc.

### Italie
Outre les clones vendus sous leur nom d'origine (comme PolyStation), il y a beaucoup de consoles rebrandées par les distributeurs et vendues avec de nouveaux noms comme « Cartobit » (connue ailleurs sous le nom de Mega Power II), Top Consolle (connue ailleurs sous le nom de Terminator 2), MegaTronix, Argo Video Game System (known elsewhere as P-60), MARgame (connue ailleurs sous le nom de Micro Genius IQ-901) et Amstrad NN-900 (connue ailleurs sous le nom de PolyStation 2). Nintendo est présent depuis 1986, mais on ne sait pas s'ils ont lutté contre le piratage.

### Amérique latine

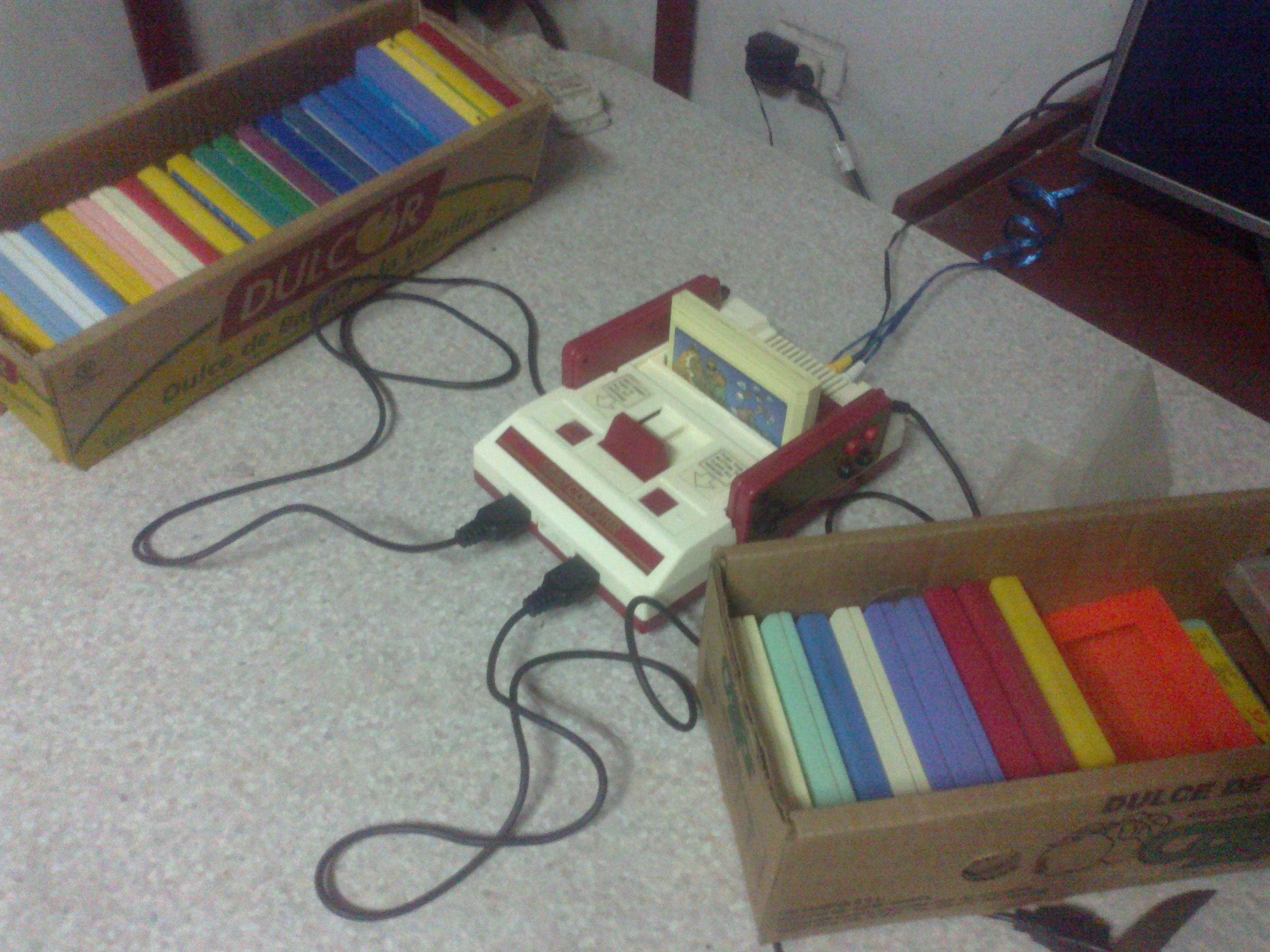
Clone "Family" classique

Ces systèmes ont été mis sur le marché au début des années 1990 et ont été appelés « Family ». Il était en concurrence avec le NES original distribué par C.Itoh. Ces clones sont restés célèbres dans certaines parties de la région et, par exemple, les PolyStations se sont avérées populaires dans certaines parties du Costa Rica même en 2015.

### Mexique
Comme dans le reste de l'Amérique latine, la version officielle de la NES était vendue par C.Itoh/Itochu Mexico, mais dans les endroits plus pauvres, où l'accès aux supermarchés ou aux magasins de jouets et d'électronique est plus difficile, les consoles les plus populaires sont des clones appelés par tout le monde « Family », ressemblant le plus souvent à la Famicom ou parfois à la Super Famicom, vendue avec un adaptateur de 72 broches pour les jeux NES. Au début des années 1990, certains détaillants ont également essayé de créer une marque et de promouvoir activement des clones comme MasterGames et des jeux avec des manuels en espagnol. Au cours des années qui ont suivi, le Mexique a reçu de nombreux autres produits célèbres tels que des ordinateurs éducatifs ou des consoles ressemblant principalement à celles de la nouvelle génération, par exemple la PlayStation.

### Mongolie
Les Famiclones ont été importés de Chine en Mongolie et le plus populaire est le Subor.

### Corée du Nord
Les consoles Micro Genius ont été vues utilisées par des enfants dans le camp international d'enfants de Songdowon en 2008.

### Pologne

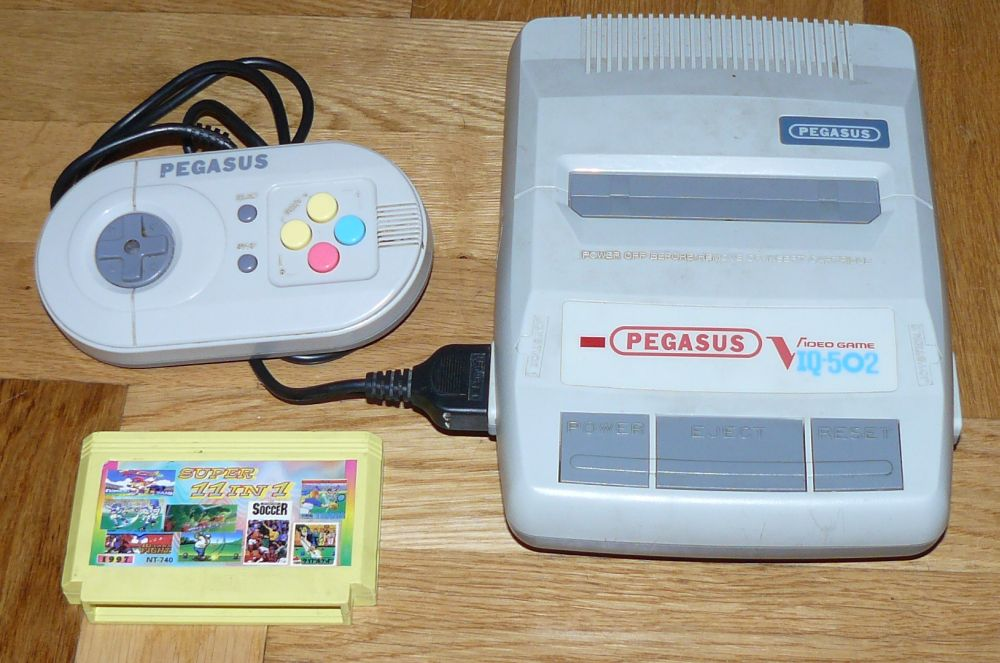
Pegasus IQ-502

En Pologne, Pegasus a été commercialisé par BobMark International, société créée en 1991. Au cours de son existence, BobMark a vendu trois modèles : MT-777DX, Super Pegasus et IQ-502.
En 1994, des changements dans la loi polonaise sur les droits d'auteur ont amené BobMark à se débarrasser des jeux pirates et à acheter une licence officielle pour les logiciels publiés par Codemasters, Sachen et Western Technologies et les distribuent sous forme de cartouches asiatiques. À la fin de l'année 1994, Nintendo est entré sur le marché polonais BobMark a donc commencé à vendre des produits officiels Sega. À partir de ce moment-là, la marque Pegasus a commencé à perdre lentement de son importance en raison de clones moins chers et des consoles de nouvelle génération, les derniers modèles ayant été vendus jusqu'à la fin des années 1990. Le Pegasus se serait vendu à plus d'un million d'exemplaires.
D'autres modèles populaires en Pologne sont par exemple le BS-500AS, également connu sous le nom de Terminator, le Gold Leopard King (GLK), PolyStation, Fenix ou Family Game.
Nintendo a intenté des actions en justice contre les petits vendeurs de famiclones et les producteurs de cartouches, mais ils n'ont jamais poursuivi les distributeurs Pegasus.

### Portugal
La plupart de ces clones s'appelaient « Family Game ». Les jeux et les consoles étaient très faciles à trouver même après 1991, lorsque Nintendo est entré sur le marché.

### Québec
Les versions Micro-Genius des jeux Famicom ont constitué une part importante du marché du jeu au Québec en 1989-1990, avec des dizaines de jeux vendus à des milliers d'exemplaires dans les marchés aux puces, les magasins de jeux indépendants et les magasins de location de jeux vidéo. Notamment, la version de Micro-Genius de Super Mario Bros 3 a été vendue à grande échelle au Québec pendant des mois avant sa sortie officielle sur la NES en Amérique du Nord. Montréal a été décrite comme une voie internationale majeure pour les ventes de Micro-Genius, avec un réseau d'importateurs taïwanais agissant comme un nœud de distribution pour les jeux et les consoles de Micro-Genius, à tel point que la plupart des étiquettes des cartouches étaient bilingues pour respecter les lois de la Charte de la langue française spécifiques au Québec, bien qu'il s'agisse de jeux pirates illégaux. Nintendo a ainsi émis des injonctions à l'encontre de 68 détaillants et la Sûreté du Québec a saisi plusieurs dizaines de milliers de cartouches Micro-Genius en décembre 1990, dans le cadre d'une opération de répression de l'importation et de la vente de jeux Micro-Genius illicites en provenance de Taïwan. En raison de cette longue histoire commerciale, les jeux Micro-Genius sont devenus des objets de collection très prisés, en particulier au Québec. Bien que Micro Genius ait vendu quelques consoles Famiclone « IQ-501 » au Canada, la quasi-totalité du marché pirate était composée de cartouches Micro Genius accompagnées d'un adaptateur permettant de les utiliser sur une console NES légitime.

### Roumanie

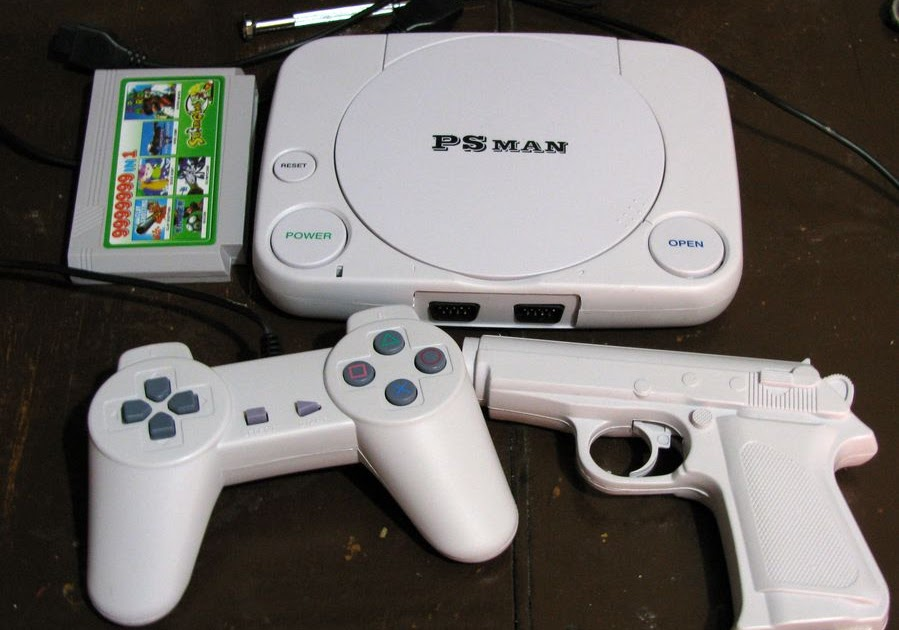
PolyStation

En Roumanie, plusieurs clones de NES ont pu être trouvés dans des magasins de jouets sous des noms commerciaux tels que PolyStation, Terminator, ou des variations de consoles compatibles avec le clavier Famicom BASIC. Ces consoles étaient livrées avec des jeux tels que 999999 en 1, qui regroupait environ six jeux sur une même cartouche, le reste étant constitué de variations ou de niveaux différents de ces jeux. Les jeux et séries comprenaient principalement Super Mario, Bomberman, Lunar Pool, Double Dragon 3, Star Soldier et Ninja Ryukenden 3.
Nintendo est entré sur le marché roumain au milieu des années 1990, mais ne s'est pas préoccupé des vendeurs de Famiclones.

### Russie et ancienne Union soviétique

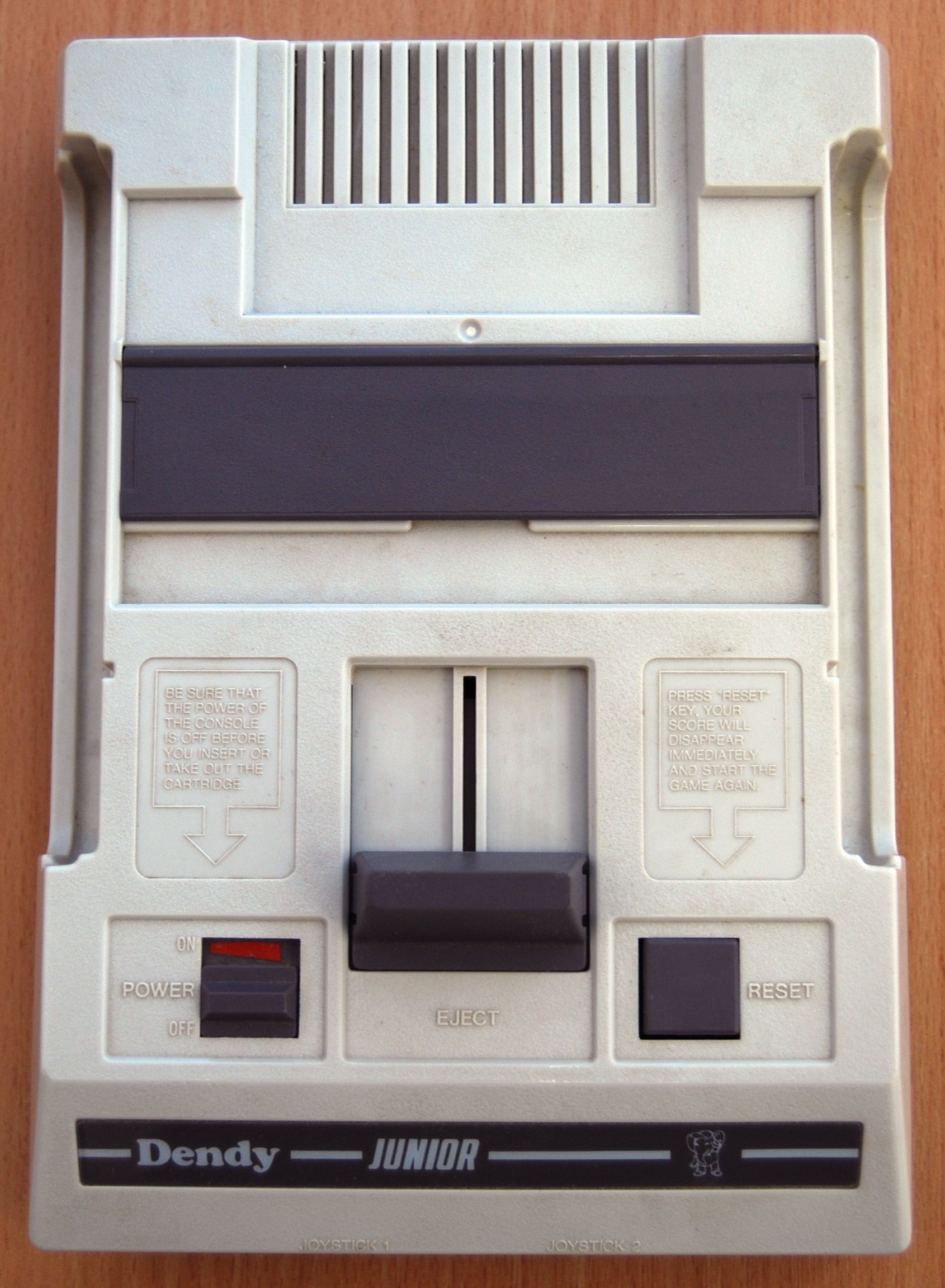
Dendy Junior

La console Dendy (en russe : Де́нди) était un clone matériel de la Nintendo Entertainment System (NES) populaire en Russie et dans d'autres anciens pays soviétiques. Dendy est une console NTSC avec un mode PAL forcé (SECAM sur les premiers modèles), comme Pegasus. Lancé en 1992 par la société Steepler, le Dendy a été la console de jeux vidéo la plus populaire de son époque dans ce pays, et a bénéficié d'un degré de notoriété à peu près équivalent à celui de la NES/Famicom en Amérique du Nord et au Japon. Le succès était tel que l'entreprise a créé sa propre émission de télévision sur le Dendy à la télévision russe et a ouvert des magasins dans tout Moscou et Saint-Pétersbourg pour promouvoir et vendre la console et ses cartouches. Un dessin animé sur « l'éléphant Dendy », le personnage du logo de la console, a également été tourné mais n'a pas été achevé.
En 1994, Steepler, le producteur de Dendy, a conclu un accord avec Nintendo pour vendre des consoles dans tous les États post-soviétiques et a renoncé à ses droits sur les ventes de Dendy, ce qui signifie que Nintendo n'a pas intenté d'action en justice contre les Famiclones. Au lieu de cela, Steepler a commencé à poursuivre d'autres pirates. L'entreprise possédait une marque déposée pour Dendy en Russie, ce qui signifiait que tout pirate qui utilisait son logo enfreignait la loi.
Le Dendy se serait vendu à 6 millions d'exemplaires.
Dendy avait de la concurrence sous la forme de Subor, Bitman et Kenga. Après Dendy, il y a eu d'autres clones comme « Simba's » et « Magistr »,.

### Afrique du Sud
En Afrique du Sud, les clones, connus sous le nom de « TV Games », étaient largement disponibles. Un clone populaire disponible au début des années 1990 était le « Golden China », tandis qu'un autre était le « Reggie's Entertainment System », nommé d'après la chaîne de magasins de jouets qui le vendait. Les anciens modèles ressemblaient à la Famicom, mais les nouveaux modèles ressemblaient à la PlayStation, comme la « TeleGamestation » qui avait également une version « mini-tour » avec clavier et écran noir/blanc, pour inclure des logiciels éducatifs. Ces TeleGamestations ont des cartouches d'environ la moitié de la taille des jeux originaux de la NES, et bien que la plupart des jeux aient été tirés de cette console, certains ont également été tirés de la Master System. L'emballage annonçait des « graphismes éblouissants » et présentait un jeu de football moderne pour l'époque. Les jeux pouvaient être achetés dans certains magasins. La plupart des cartouches étaient des cartouches multi-jeux, c'est-à-dire qu'une cartouche contenait plusieurs jeux. Dans certains cas, le nom des jeux a été supprimé, et dans d'autres, le nom original du jeu a été modifié (par exemple, Dr. Mario a été renommé Medical Hospital).
Nintendo fait son entrée sur le marché sud-africain en 1992 et a engagé des poursuites judiciaires contre Golden China pour l'importation de jeux copiés.

### Asie du Sud-Est
En Asie du Sud-Est, le Micro Genius a été vendu comme alternative à la Famicom. Il est originaire de Taïwan dans les années 1990 et utilise des cartouches à 60 broches, dont la plupart sont des cartouches multi-jeux. Le Micro Genius avait quelques jeux originaux, dont Chinese Chess et Thunder Warrior.

### Corée du Sud

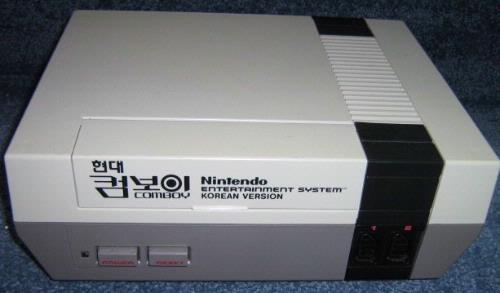
Comboy, version sous licence officielle de la NES pour le marché coréen

À partir de 1989, une large gamme de clones a été commercialisée en Corée du Sud par différentes sociétés telles que Batman/Family Computer II, Kuk Je Academy K-007, Family Computer GH-100 (par Gihan Electronics), Family Computer (par Modowa), GamDori, Joycom, Viking, Supercom, Pascal, Noriteul, Little Com et bien d'autres encore.
La console NES officielle a été commercialisée par Nintendo en Corée du Sud sous le nom de Hyundai Comboy.

### Europe du Sud-Est

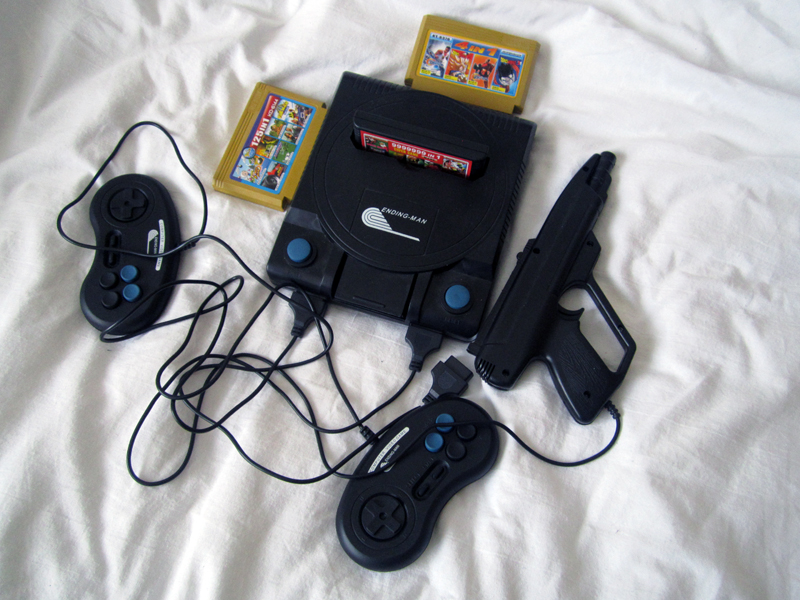
Ending-Man Terminator

Les premiers clones ont été vendus sous le nom de « Micro Genius » ou de simples clones appelés « Ordinateur familial » qui ressemblait à la Famicom. Lorsque Sega a sorti la Mega Drive, la plupart des pirates ont voulu tromper les acheteurs en leur proposant un clone moins cher et d'apparence similaire, appelé le plus souvent Terminator. La même situation s'est produite avec la Super Nintendo, dont la copie la plus connue a été vendue sous le nom de « SP-60 ». Nintendo a créé des réseaux de distribution dans tous les pays de la région entre 1992 et 1995,,. Dans certains pays, Nintendo a intenté une action en justice contre les magasins qui vendaient ces clones, mais dans d'autres pays, les distributeurs de Nintendo n'ont pas réagi.

### Espagne
Nintendo y a distribué la NES à partir de 1987, mais les clones étaient toujours populaires. Les plus courants étaient ceux des marques NASA et Creation (qui sont presque les mêmes, la seule différence étant le nom de la console imprimé sur la face avant), compatibles avec les jeux de la NES et de la Famicom. Elle utilisait à l'origine le même chipset que la Dendy, fabriqué par United Microelectronics Corporation, mais les fabricants ont par la suite utilisé les ASIC NES-sur-puce. Les clones de la NASA étaient vendus par Gluk Video, une société connue pour avoir sorti de nombreux jeux sans licence pour la NES en Espagne. En plus de NASA, ils ont distribué des clones tels que Micro Genius, Yess et Silver Shadow.
D'autres clones connus vendus ici sont MasterGames, Nippon'do, Terminator 2, etc.

### Thaïlande
Les Famiclones les plus vendues en Thaïlande étaient des modèles de la marque Family - FR 102 et FR 202, introduits par Family TSI Ltd.

### Turquie
La marque de clones la plus populaire est Micro Genius, distribuée depuis le début des années 1990 par Aral, avec de nouveaux modèles sortis même au 21e siècle. Il y avait aussi d'autres marques comme Home Computer (par Emek Elektronik), Star Trek Game Star,  Kontorland et Fun Time. Nintendo est présent depuis au moins 1990, mais ne s'est pas préoccupé des clones.

### Ukraine
L'un des clones les plus connus dans ce pays est Dendy. D'autres marques, comme « Kenga », étaient également très répandues en Ukraine. Kenga a même eu une émission de télévision intitulée « Kenga Predstavlyaet ».
Dans la région de Donetsk, la société Atlantida a vendu un concurrent de Dendy, la console de jeu « Jippy », qui était un clone de la Ending Man. La console utilisait également une mascotte similaire à celle de Dendy, un hippopotame habillé de la même façon et nommé Jippy. Elle était équipée de prises pour casque et d'interrupteurs permettant d'activer la « turbo-pause ». Selon diverses estimations, 15 000 exemplaires ont été vendus, dont 5 000 à Moscou, en Russie. Une émission de télévision, Jippy Club, a été produite sur la chaîne de télévision locale de Donetsk. Le projet a pris fin en 1994.
En 1994, Steepler, producteur du Dendy, a conclu un accord avec Nintendo pour vendre des consoles dans tous les États post-soviétiques et a renoncé à ses droits sur les ventes du Dendy, ce qui signifie que Nintendo n'a pas intenté d'action en justice contre les Famiclones.

### Royaume Uni
Au Royaume-Uni, les Famiclones n'étaient pas populaires et seuls quelques exemplaires, comme le « Scorpion 8 », ont été vendus par Interactive Enterprises, Good Boy by DGM Limited ou « DAC » par Digital Audio Corporation étaient vendus.

### États-Unis

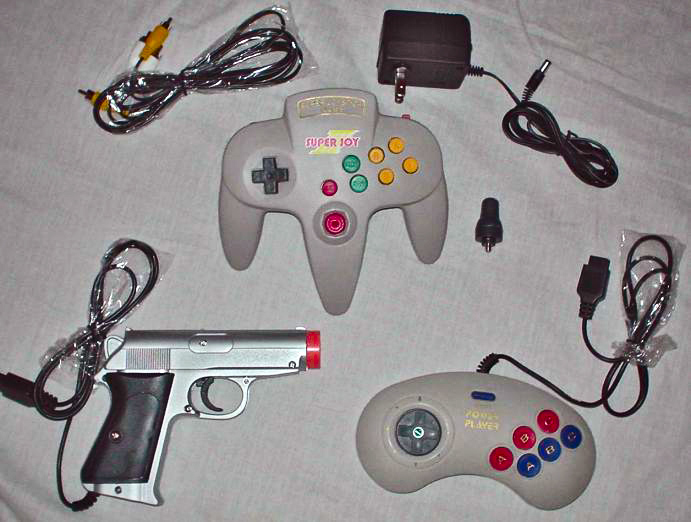
Power Player Super Joy III

Pendant la durée de vie de la NES, les Famiclones étaient très rarement distribués et la vente de jeux vidéo sans licence produits par exemple par NTDEC était plus courante, ce qui entraînait souvent des poursuites judiciaires de la part de Nintendo. Le « Power Player Super Joy III » était l'un des clones vendus aux États-Unis et a été rapidement abandonné en 2005, lorsque Nintendo a intenté une action en justice contre les vendeurs.

### Venezuela
Vers la fin des années 1980, une nouvelle société, Nintendo de Venezuela C.A., a été créée et a commencé à vendre des famiclones et des jeux pirates dans des emballages qu'elle avait elle-même fabriqués. Toutes les consoles, tous les jeux et tous les accessoires portaient le logo Nintendo, les boîtes étaient traduites en espagnol et comportaient des cartes de garantie, des instructions et des autocollants pour donner à l'ensemble un aspect professionnel et officiel. À la fin des années 1980, Itochu Venezuela S.A. vendait des produits Nintendo originaux, la NES étant appelée « Nintendo el Original » pour la différencier des Famiclones,. Après plusieurs années de conflits juridiques entre eux, Nintendo a intenté un procès à la société en juillet 1995, qui a été jugé en sa faveur en 1999 et Nintendo C.A. a été obligée de payer des dommages et intérêts et de détruire toutes les copies restées dans les entrepôts.

## Liste de Famiclones
Voici une liste non exhaustive de Famiclones :
- Active Game Master
- Arcade Action
- Asder PC 95
- Bitman (Russie)
- BitSystem (Dismac, Brésil)
- CherryBomb 2
- Classiq N
- Creation (Paquistan, Inde, fabriqué en Chine)
- Dendy : Dendy, Dendy Classic, Dendy Junior, Dendy Junior II, Dendy Classic II (Steepler, Russie) et quelques famiclones post-Steepler, Dendy Megaboy (NewGame) - famiclone avec écran LCD
- Dr.Boy
- Dynavision (Dynacom, Brazil)
- Family Boy
- Family Computer
- Family FR102 / FR202
- Family Game
- Fc Compact
- Flashback
- Fugi Home Game Computer
- Game Player
- Game Axe
- Gamax
- Game Station - Oiny One
- Game Theory Admiral
- Generation NEX
- Geniecom
- Gold Leopard King
- GunBoy (Brésil, années 2000)
- Handy FamiEight
- Hi-Top Game
- Intellig (Intelligence)
- Kenga KenKid, Kenga KenKid II (Russie)
- Kibord K-001, Kibord 003 (Simba's, Russie)
- Little Master (Inde, années 1990)
- Mastergames Ending Man
- Mastergames Mega Power II
- Magic Computer (Dynacom, Brésil)
- Magistr: Matrix, Sniper, Kids, Geniy, Geniy 2, Bakalavr (NewGame, Russie)
- Mega Kid MK-1000
- Micro Genius
- Mega Joy (I & II)
- Mitashi Game In Champ
- My Arcade Micro Player
- NASA Entertainment Computer System
- Neo-Fami
- NES Video Game System
- PC Game
- Pegasus
- Phantom System (Gradiente, Brésil)
- Pocket Famicom
- Polystation
- Power Player Super Joy III
- Retrocon
- Retro Duo
- Rumble Station
- Simba's (Russie)
- Soccer Station
- Subor SB-218, SB-286, SB-486, SB-926, SB-2000
- Sup Gaming Famiclone
- Super 8
- Super 8 bit game
- Super Com 72
- Terminator 1, 2, 3 and Ending Man
- Top Game (Brésil)
- Turbo Game (Brésil)
- Tristar 64
- VG Pocket Max
- X Play Vintage (Jimmy Ltda., Brazil, années 2010)
- WizKid (Inde, années 1990)
- Wi Vision
- Yobo FC Game Console

## Galerie

Quelques Famiclones populaires
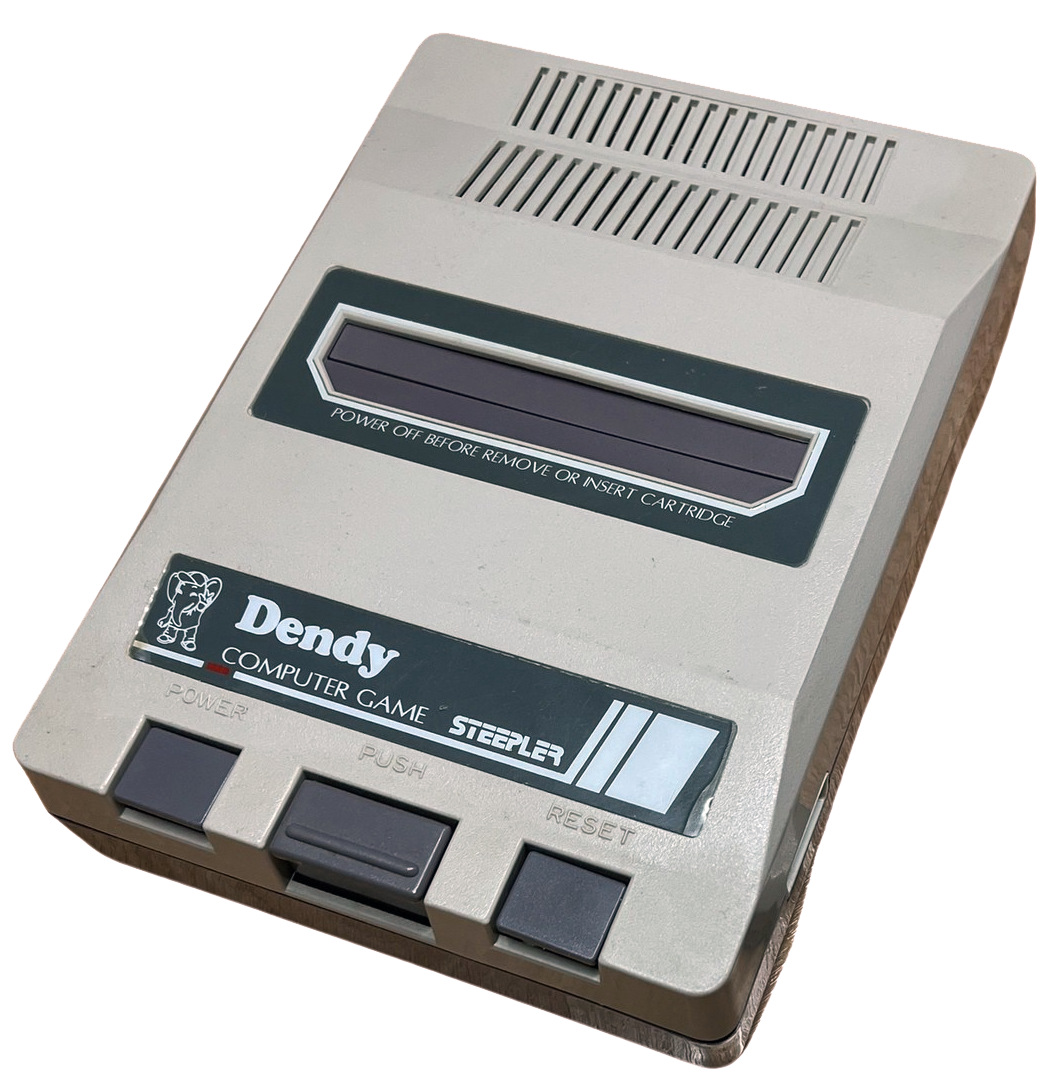
Dendy Classic
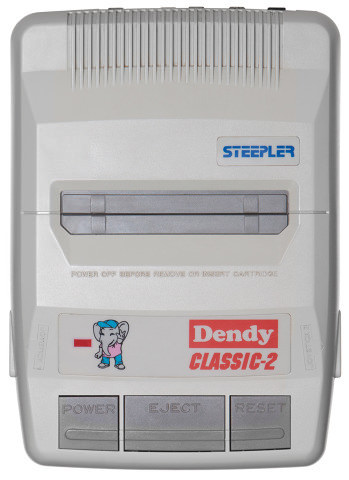
Dendy Classic-2
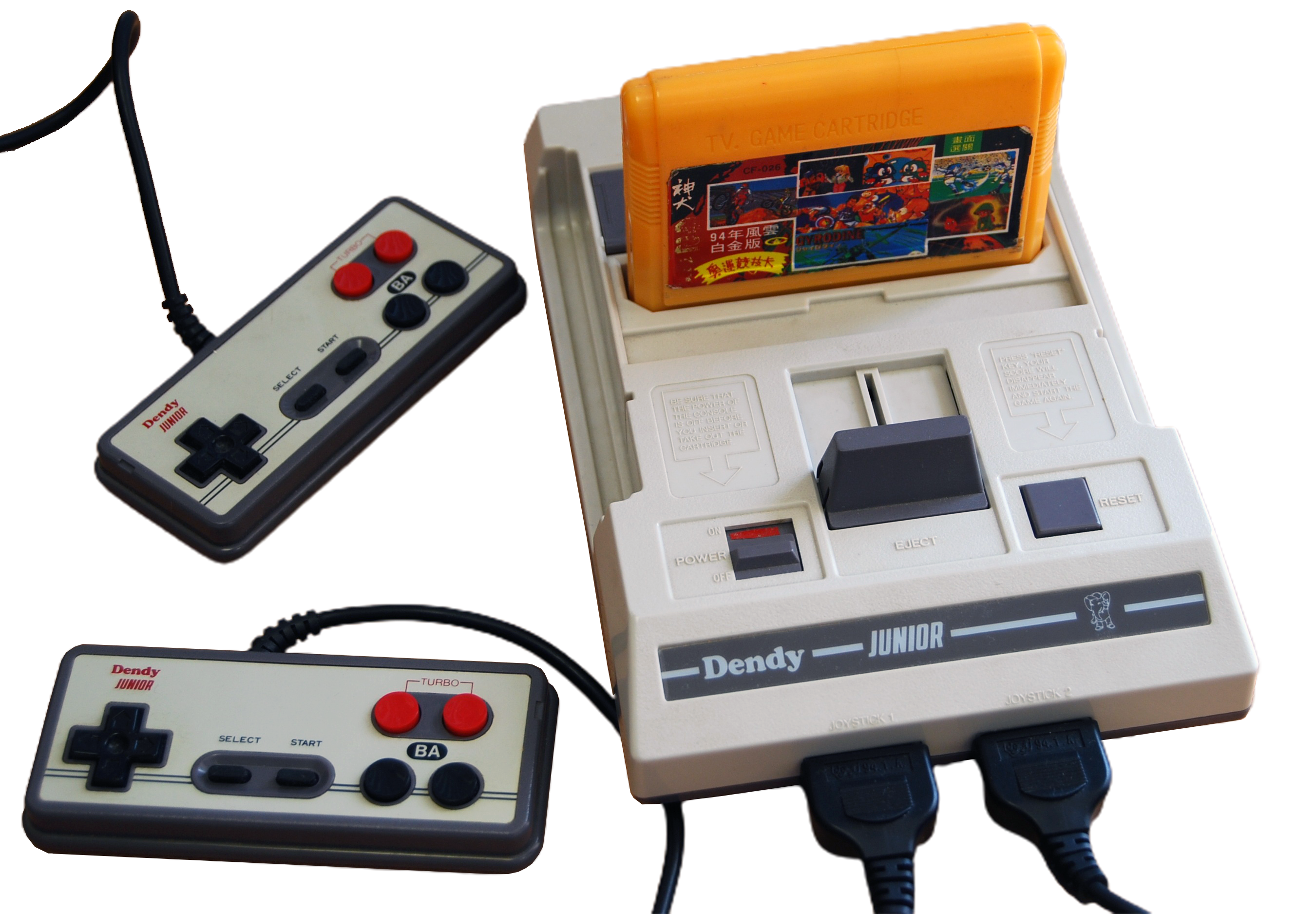
Dendy Junior
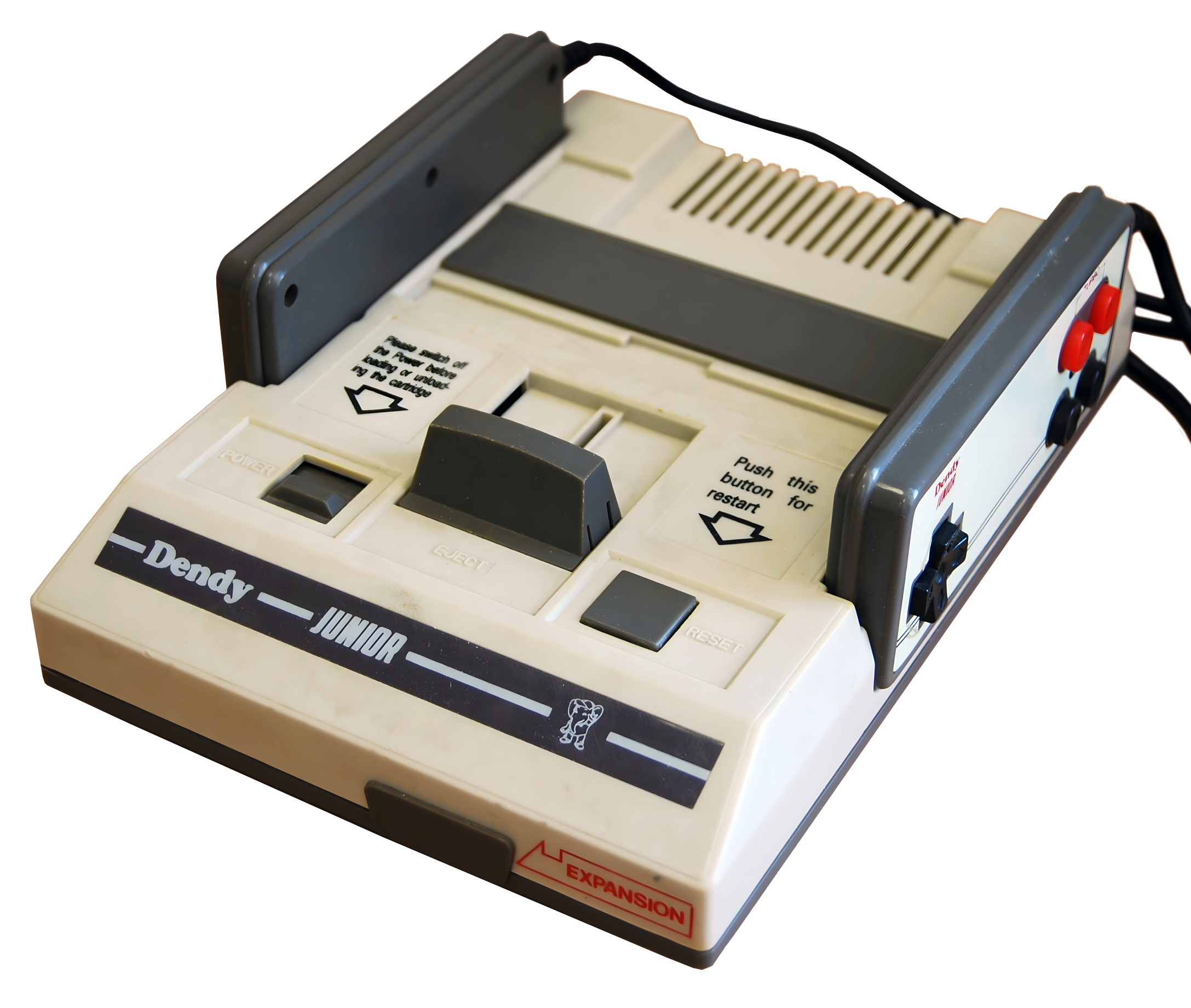
Dendy Junior II
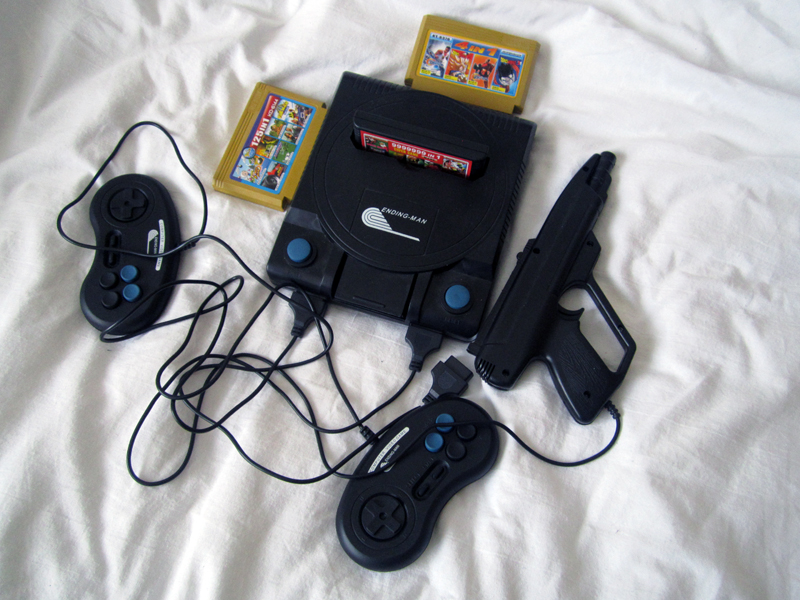
Ending-Man Terminator / Terminator 2
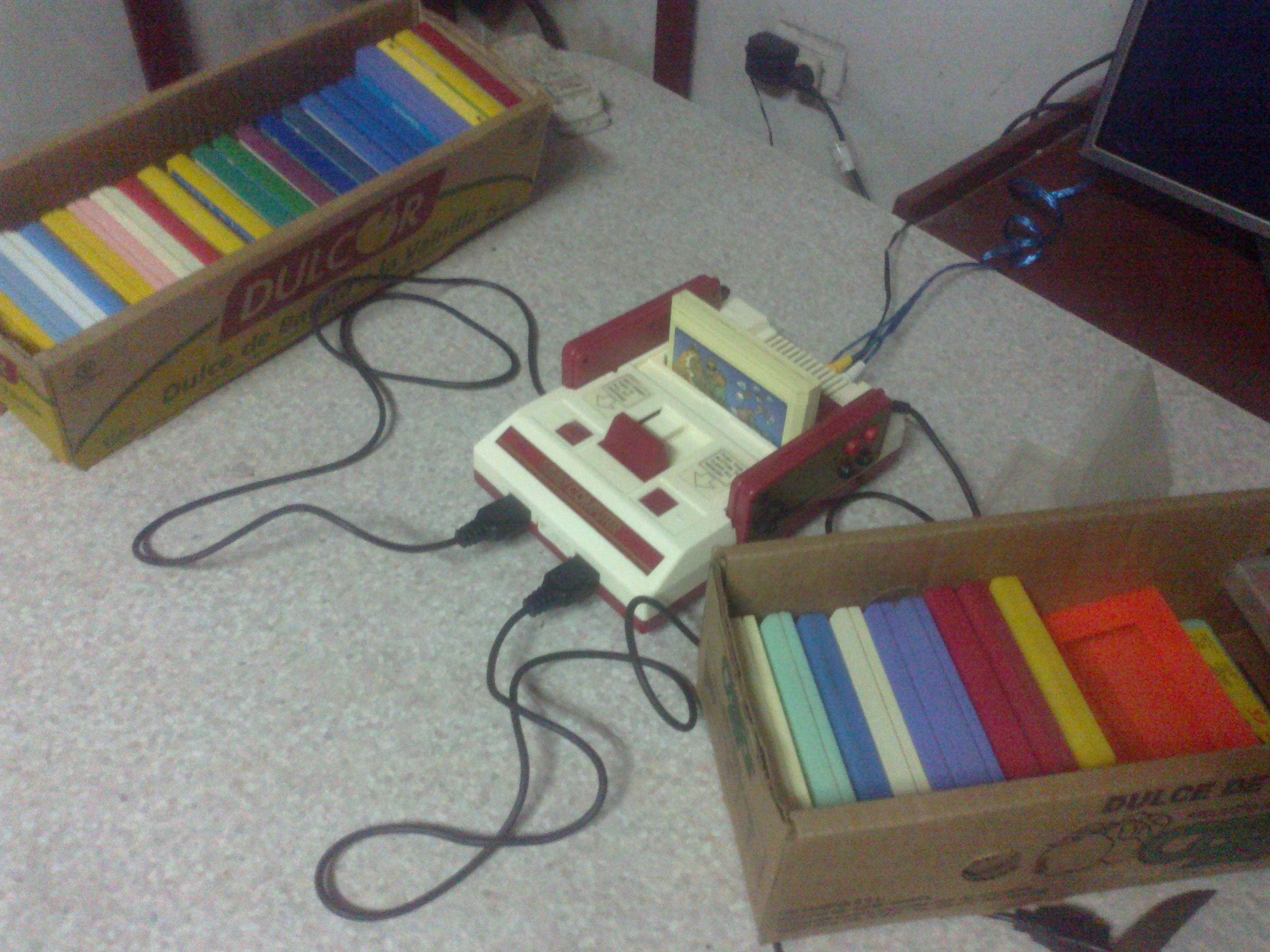
Family Game
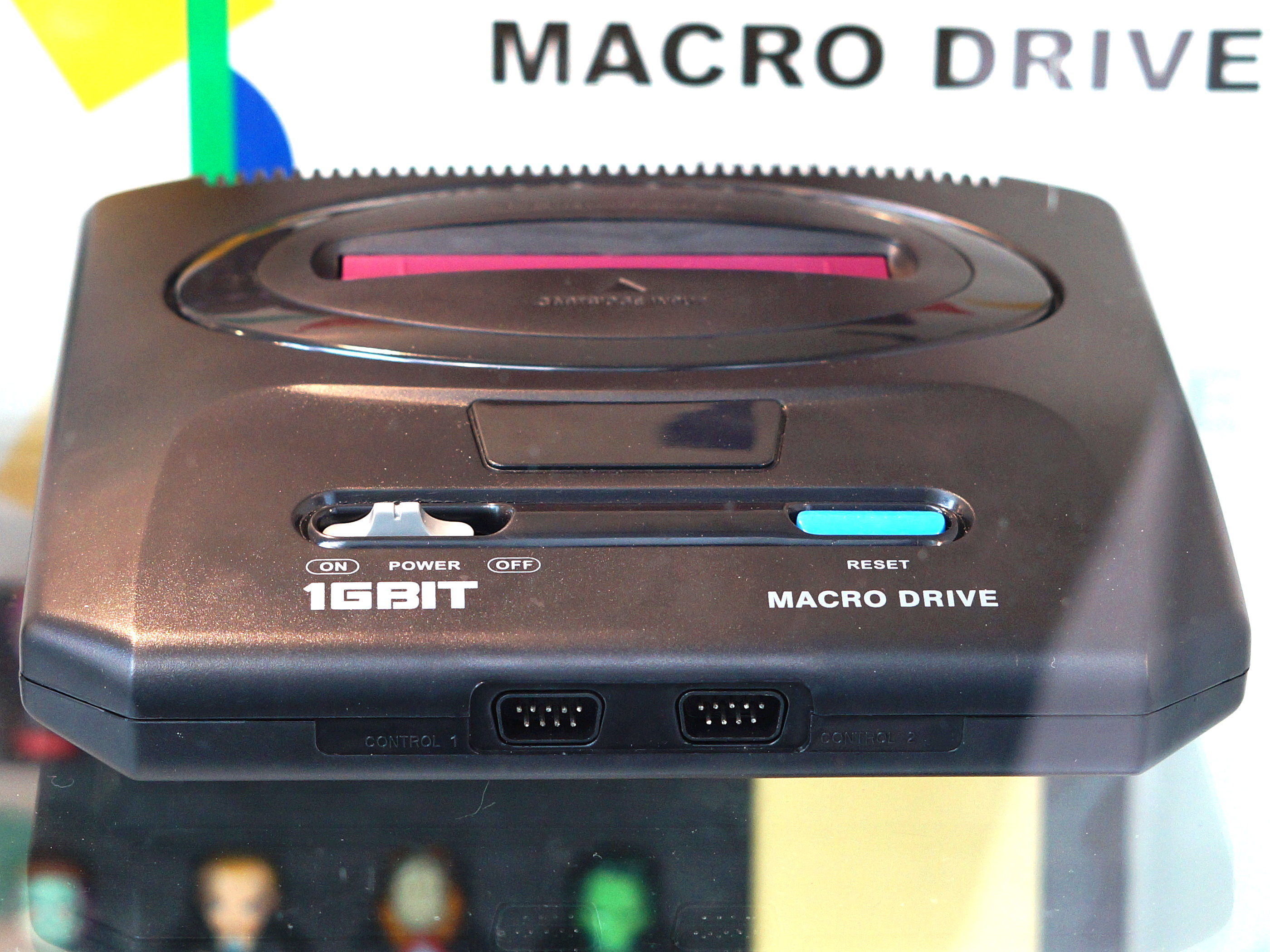
GA-3060
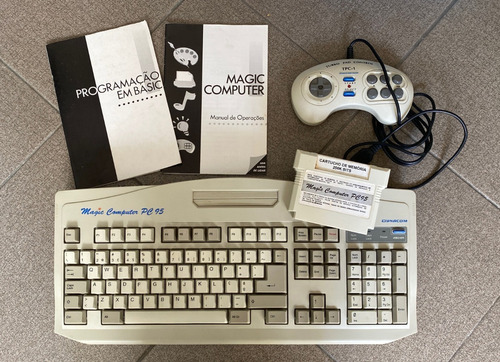
Magic Computer PC-95
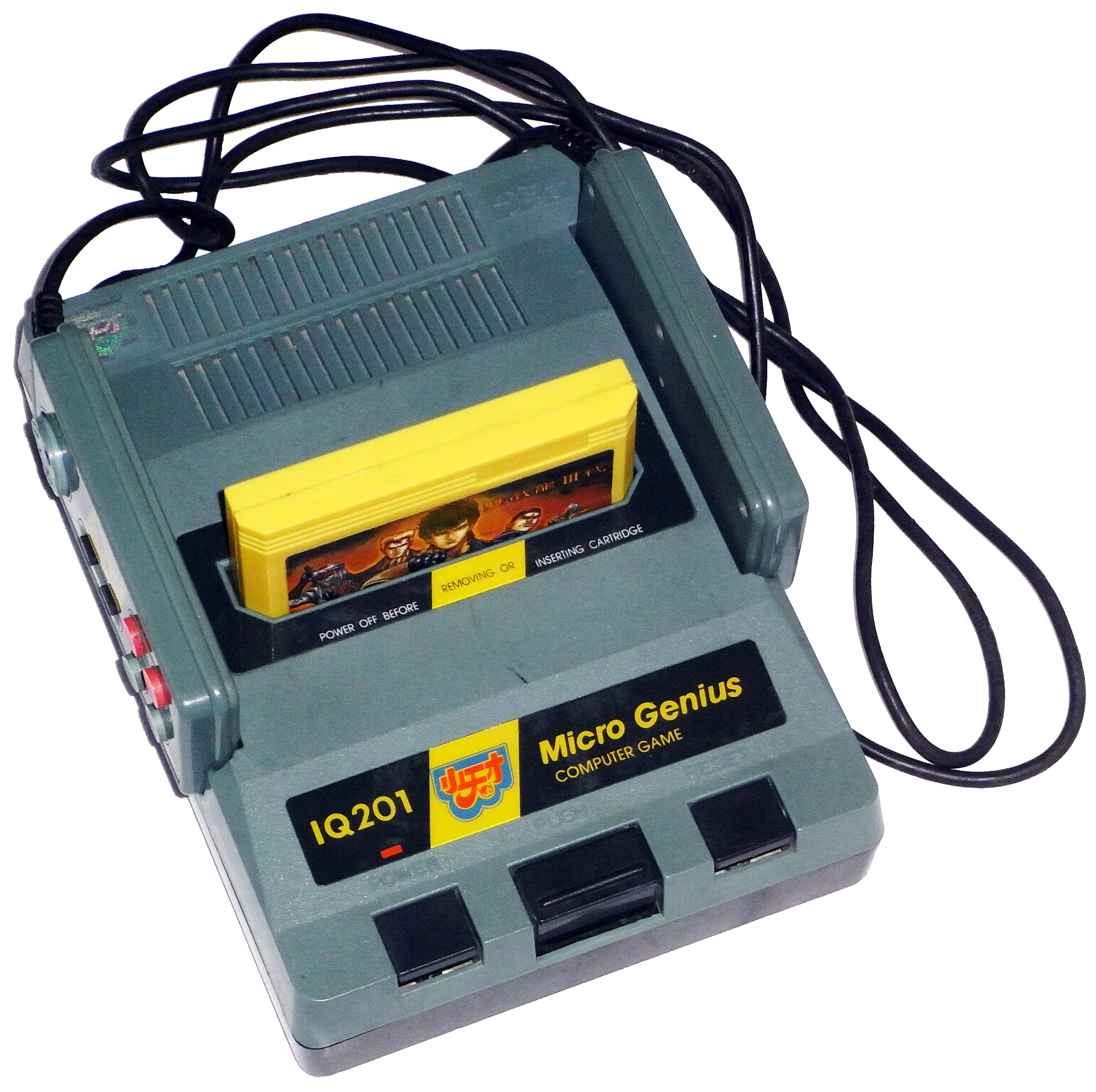
Micro Genius IQ-201
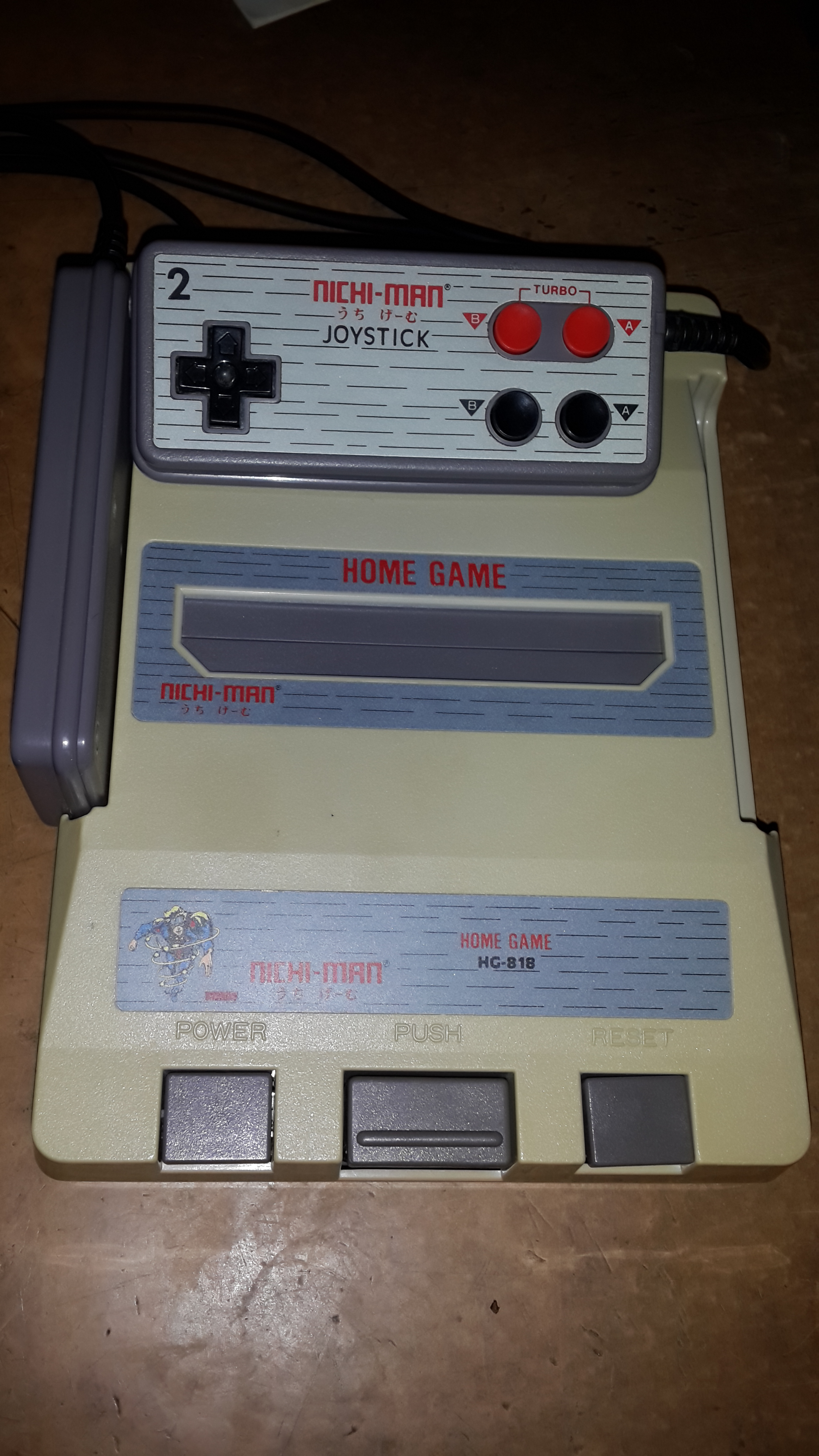
Nichi-man
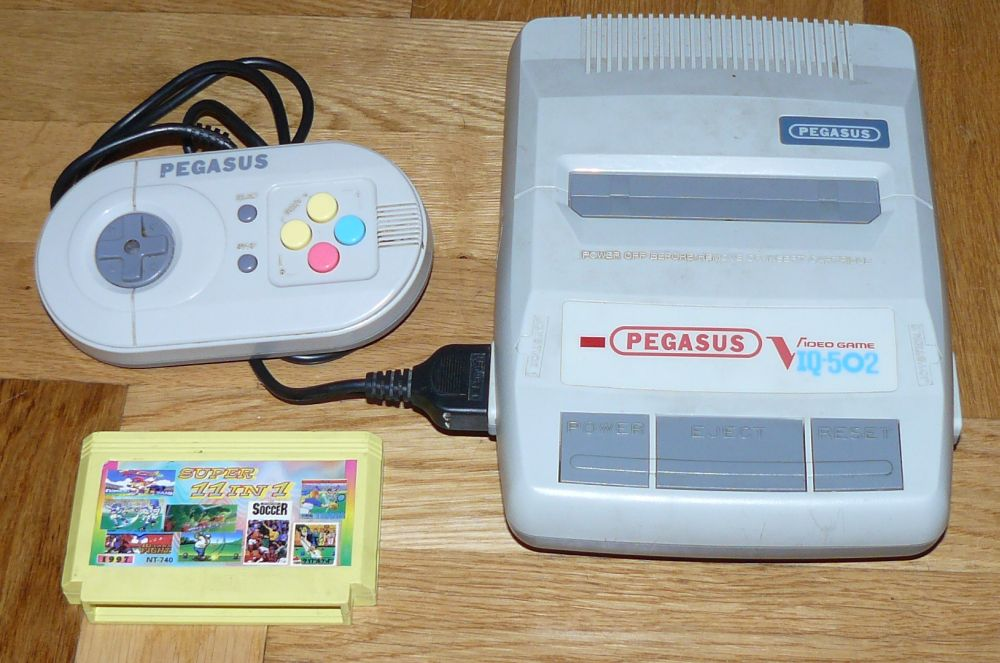
Pegasus
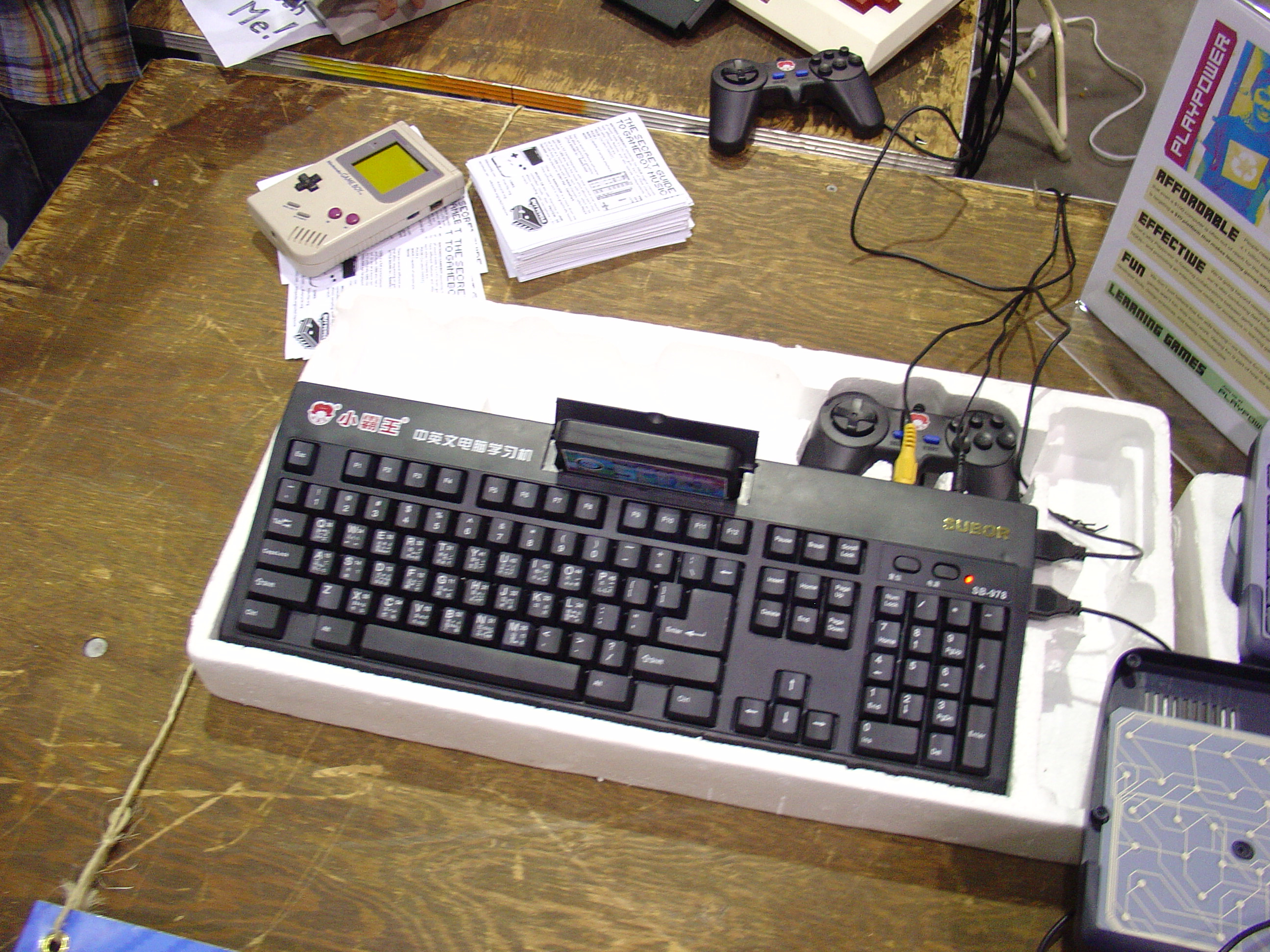
Subor SB 978
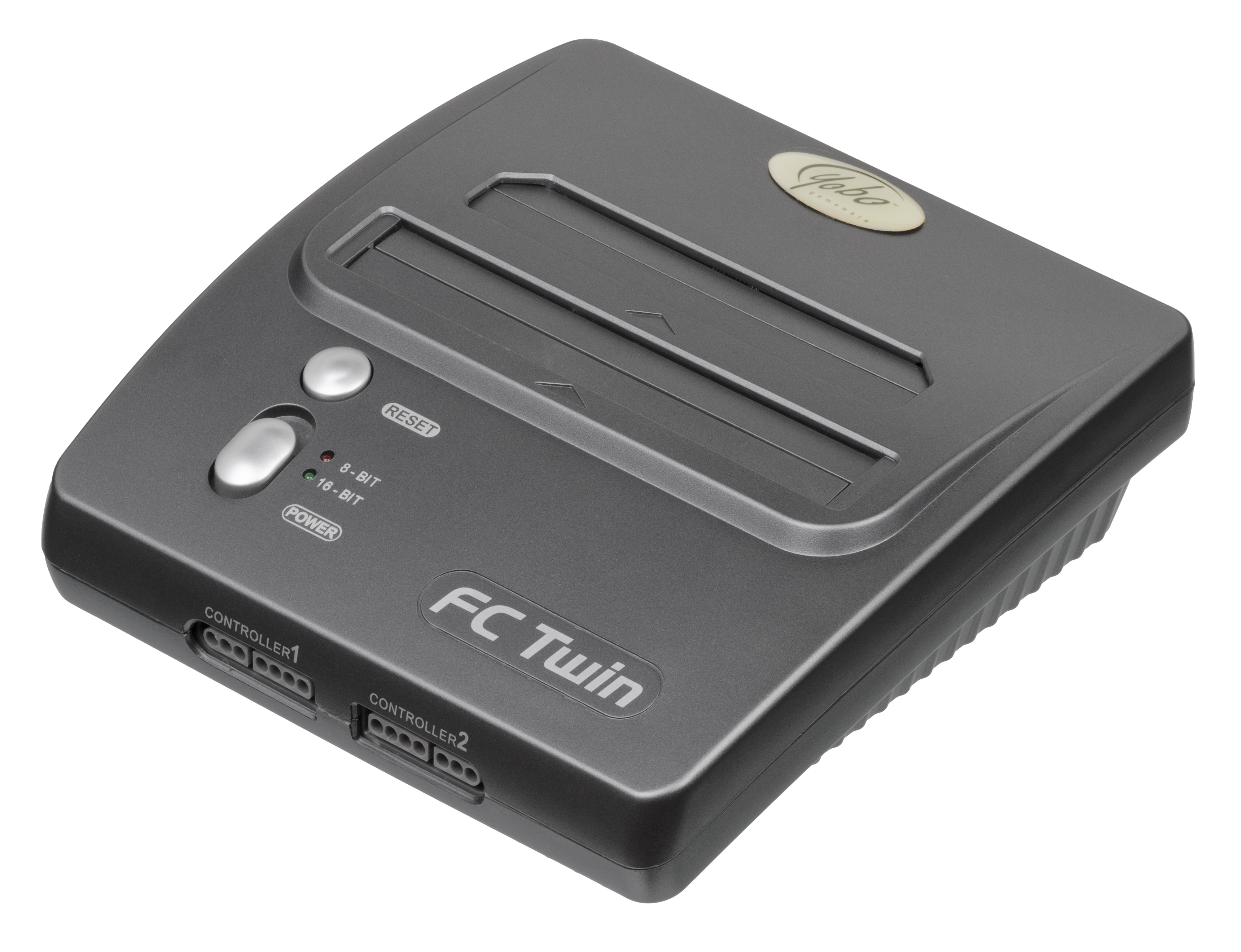
FC Twin
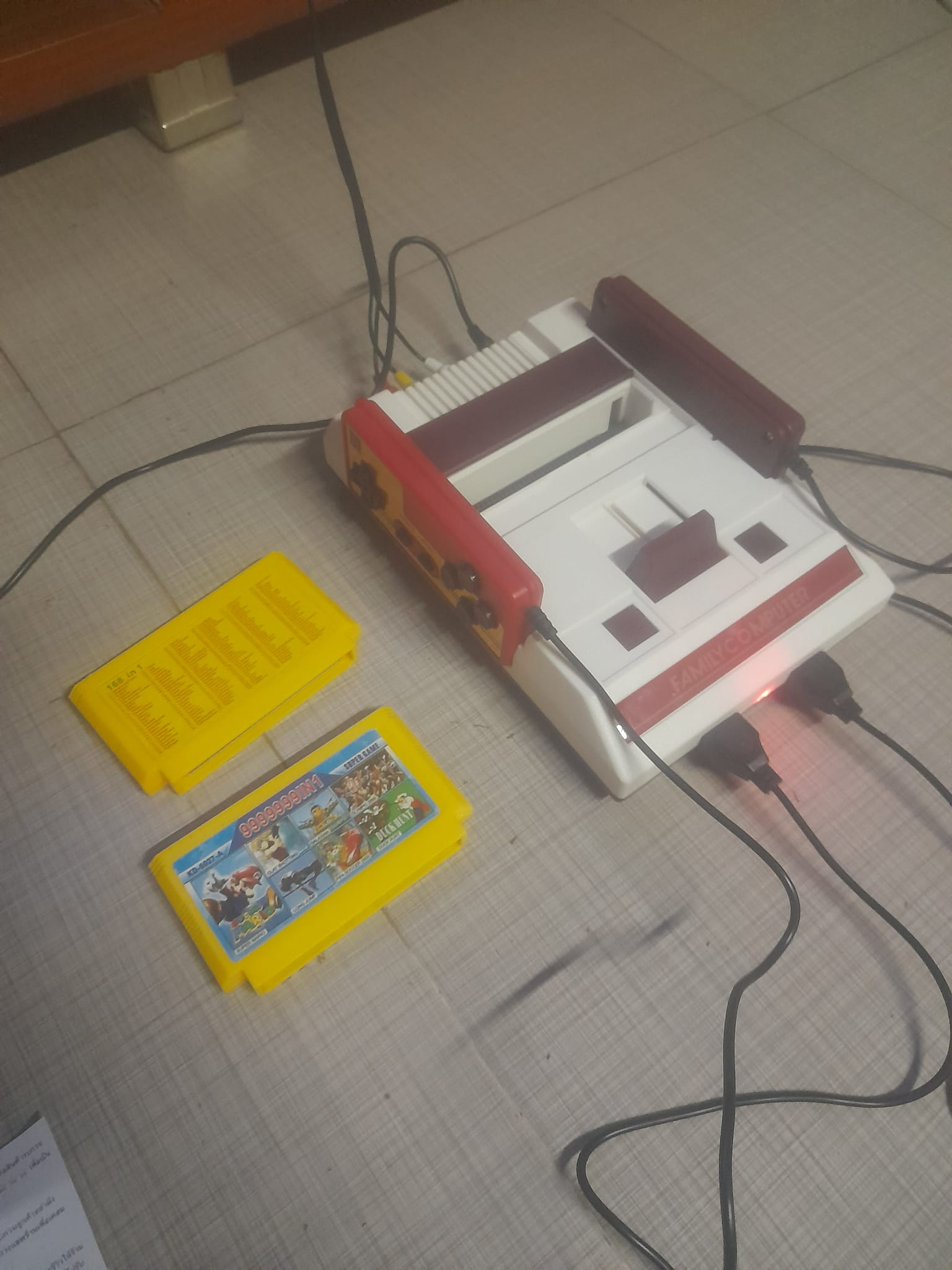
FC Compact
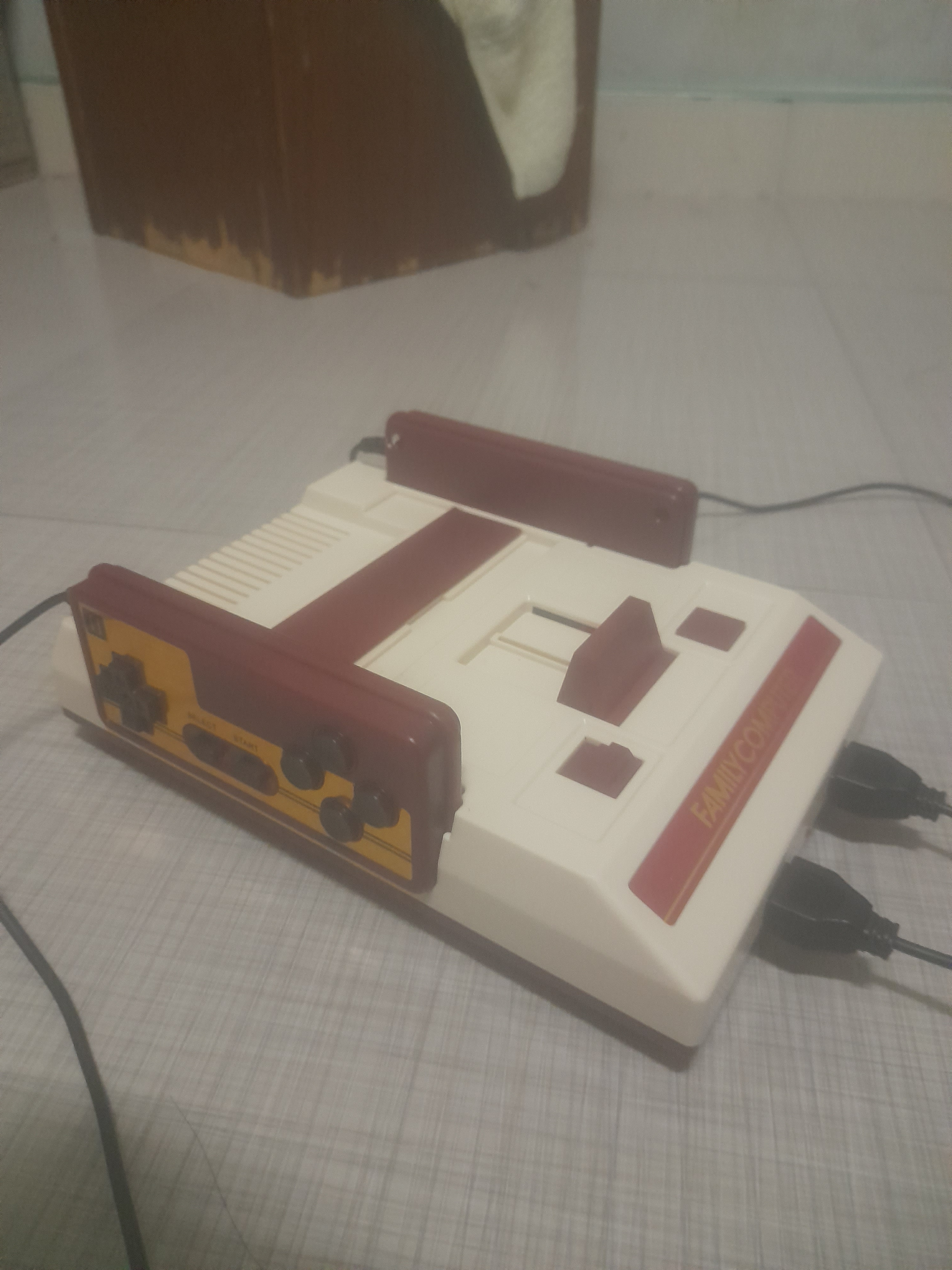
FC Compact avec 500 jeux inclus
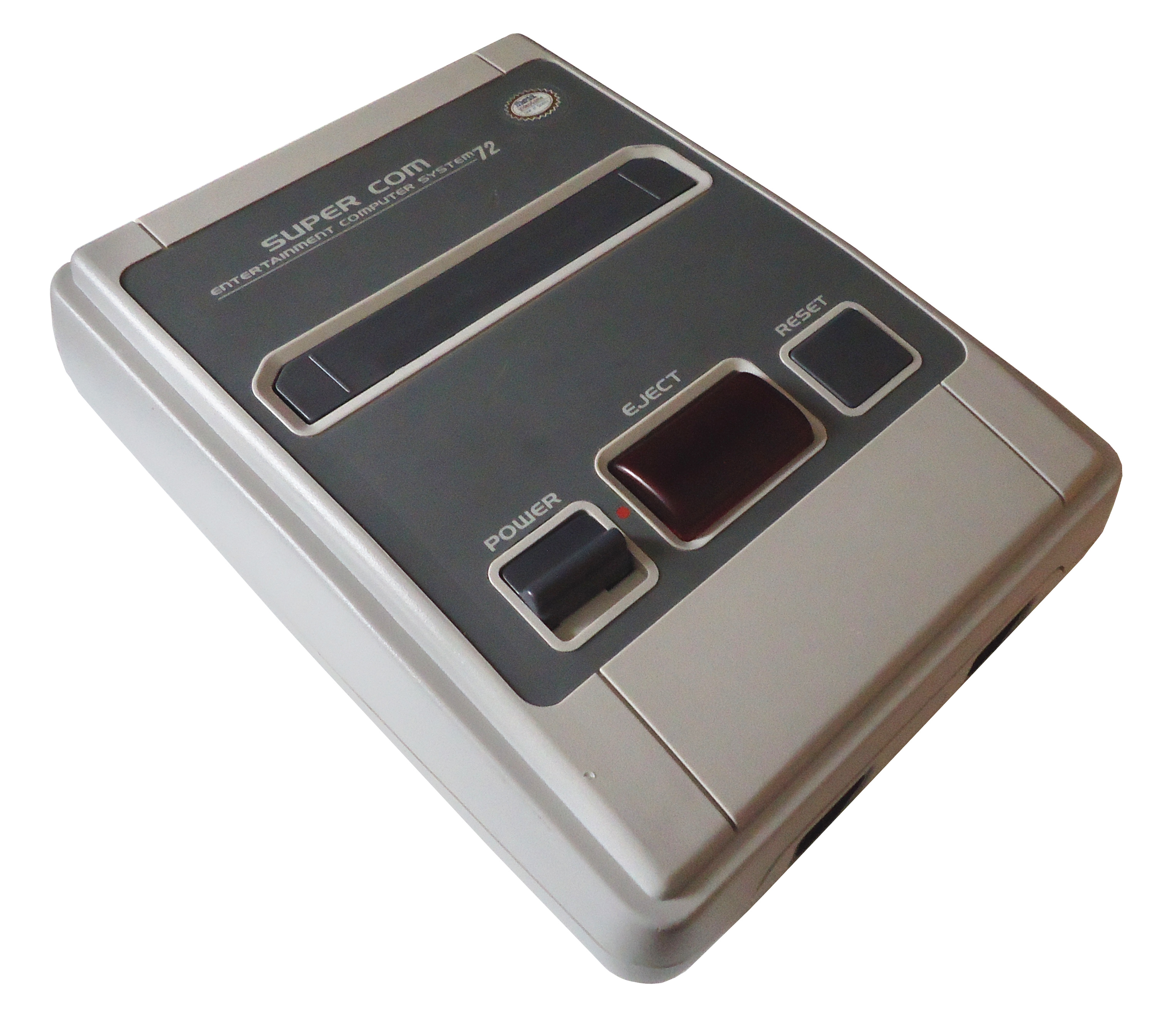
Super Com SP-60, appelé également Super Com SP-72

## Sources
- (en) Cet article est partiellement ou en totalité issu de l’article de Wikipédia en anglais intitulé « Famiclone » (voir la liste des auteurs).